# Grenzüberschreitender Bergbaulehrpfad

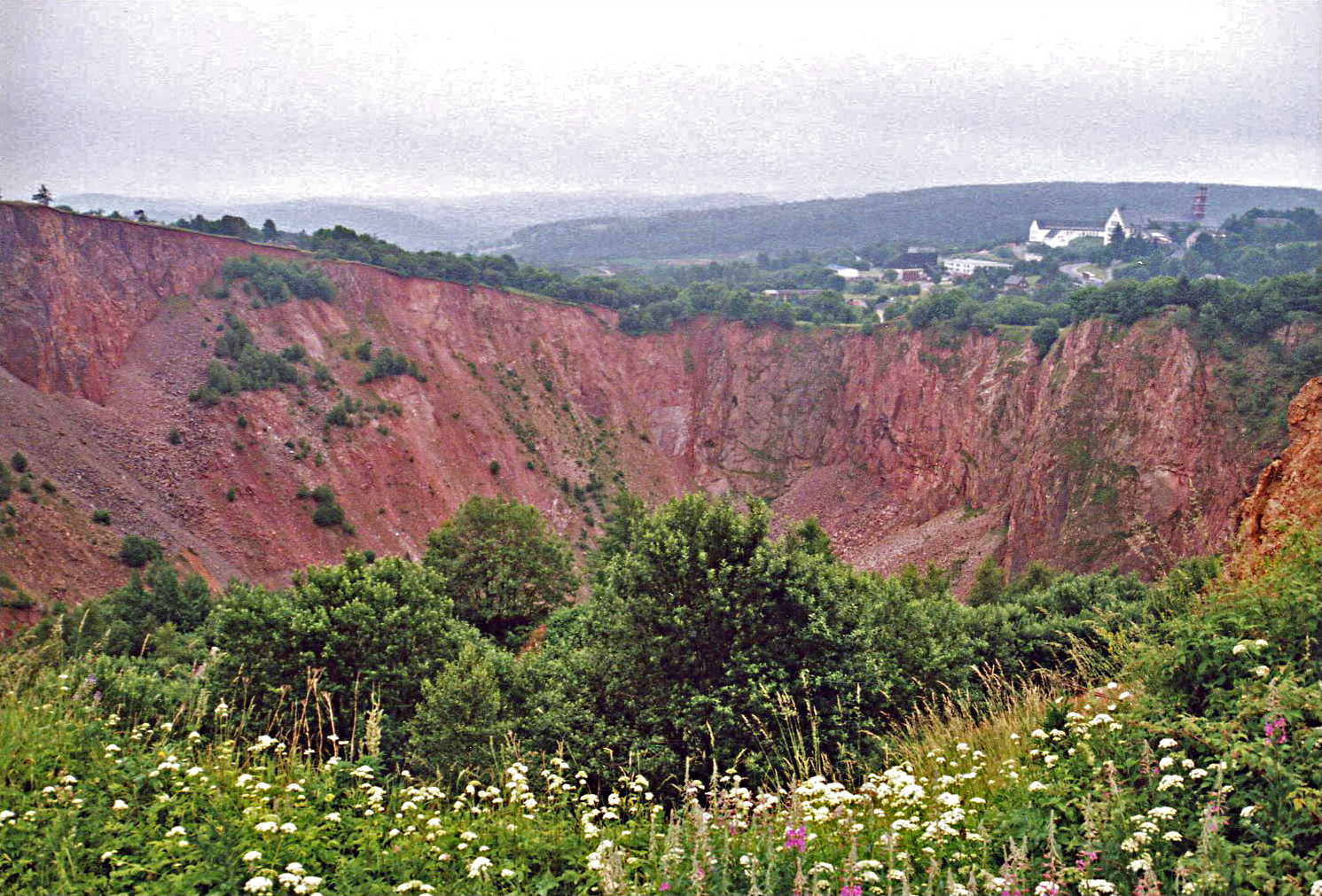
Die Altenberger Pinge, ein bedeutendes Zeugnis der osterzgebirgischen Montanhistorie

Der Grenzüberschreitende Bergbaulehrpfad (tschechisch: Příhraniční naučná hornická stezka) Graupen (Krupka) – Geising – Altenberg – Zinnwald – Böhmisch Zinnwald (Cínovec) – Eichwald (Dubí) ist ein 40 km langer Bergbaulehrpfad im oberen Osterzgebirge. Er verbindet siebzig Sachzeugen (v. a. Museen, Denkmale, Besucherbergwerke, Kunstteiche und -gräben, Halden und touristische Attraktionen) der Bergbau- und Siedlungsgeschichte. Damit beschreibt der Lehrpfad die Entwicklungsgeschichte des ehemals bedeutendsten Zinnbergbaureviers in Mitteleuropa. Zum Wandern empfiehlt sich der Erwerb einer Wanderkarte, welche neben detaillierten Karten auch Kurzbeschreibungen der Routenpunkte und Öffnungszeiten der Museen enthält.

## Geografische Lage
Der Lehrpfad liegt etwa 45 km südlich von Dresden im oberen Osterzgebirge. Er befindet sich unmittelbar an der tschechischen Grenze und führt von Graupen (Krupka) über Obergraupen (Horni Krupka), den Mückenberg (Komáří hůrka), Voitsdorf (Fojtovice) nach Fürstenau (Wanderweg im Kleinen Grenzverkehr). Von Fürstenau verläuft der Pfad weiter über Löwenhain, Geising, Altenberg nach Zinnwald. Über den alten Grenzübergang an der B 170 wird über Vorderzinnwald (Prední Cínovec) wieder Graupen (Krupka) erreicht. Damit durchschneidet der Lehrpfad das Quellgebiet der Weißen Müglitz.

## Routenpunkte

### Graupen (Krupka)

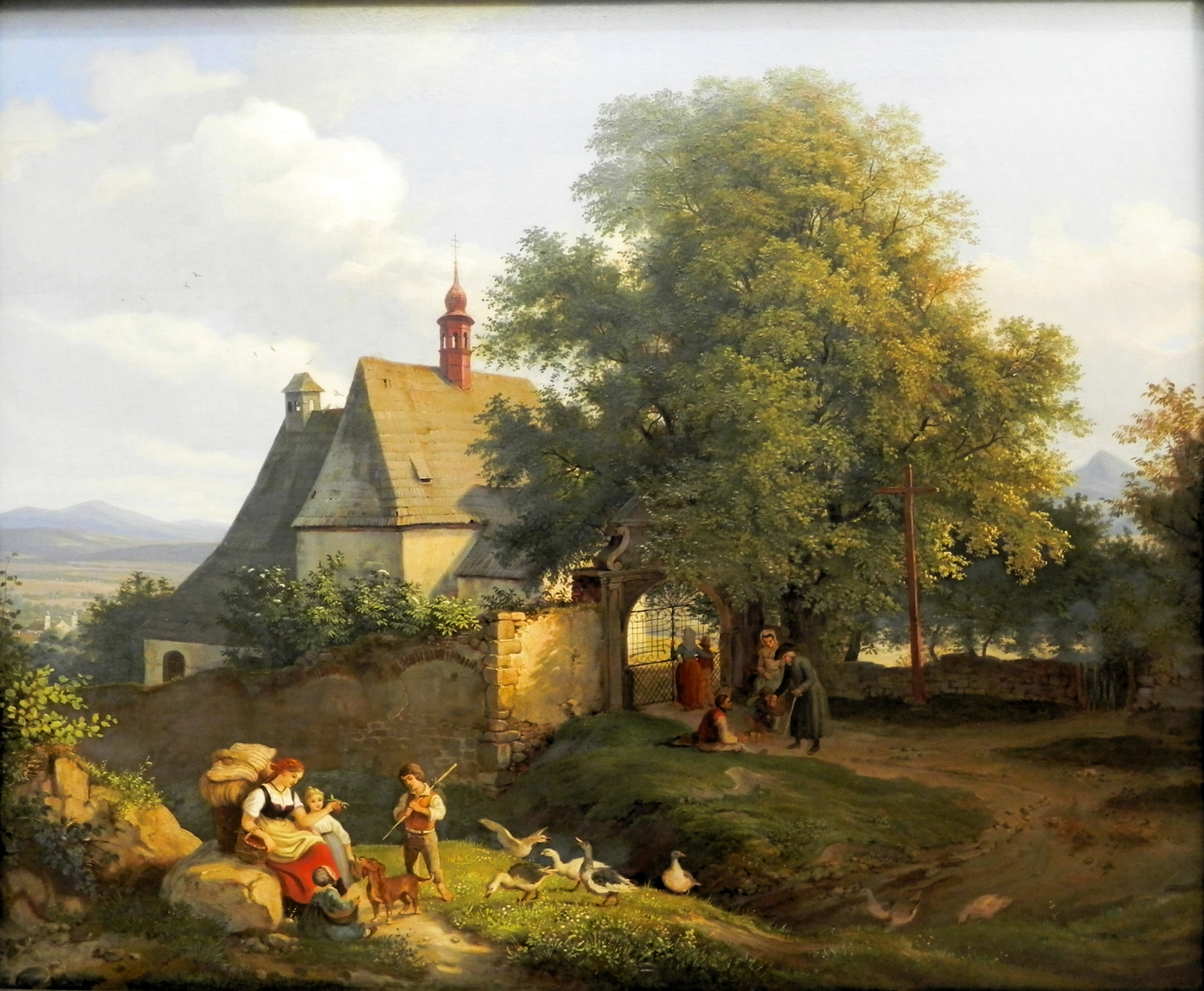
Sankt Annenkirche zu Graupen, Gemälde von Ludwig Richter

- 01 – Der Sessellift auf den Mückenberg (Komáří hůrka) ist der längste Sessellift ohne Zwischenstation in der Tschechischen Republik. Zum Zeitpunkt seiner Errichtung war er sogar der längste Sessellift in Mitteleuropa. Die Seilbahn wurde 1950 bis 1952 in Schweizer Lizenz erbaut, sie ist 2348 m lang.
- 02 – Der Kalvarienberg (Kalvárie) ist ein Felshügel oberhalb des Ortes Mariaschein (Bohosudov). Im Zusammenhang mit der Wallfahrtstradition zur Wallfahrtskirche Mariaschein wurde hier in der Mitte des 18. Jahrhunderts eine Barockkapelle errichtet. In ihrem Inneren befindet sich seit 1761 eine kunstvoll gearbeitete Christusfigur.
- 03 – Die Wallfahrtskirche der Schmerzhaften Mutter Gottes in Mariaschein (Bohosudov) geht in ihrer Entstehung vermutlich auf die Hussitenschlacht bei Aussig (Ústí nad Labem) im Jahre 1426 zurück. Der heutige Barockbau geht auf die Umgestaltung durch die Baumeister Giulio Broggio und Octavio Broggio zurück. Er zählt zu den sehenswertesten Sakralbauten in der Tschechischen Republik.
- 04 – Die Friedhofskirche St. Anna wurde 1516 in einfachem Stil unter großer Anteilnahme der Graupener Bürger erbaut. Ihre Ausstattung umfasst u. a. eine seltene Darstellung von Martin Luther aus dem 16. Jahrhundert.
- 05 – Die Spitalkirche (Heilig-Geist-Kirche) war ehemals mit dem städtischen Spital verbunden. Sie wurde urkundlich erstmals 1454 als bereits bestehende Kirche erwähnt. Nach einem Brand (1538) wurde sie 1556–1642 umgebaut.
- 06 – Die Burg Graupen (Hrad Krupka) war eine strategisch wichtige Burg, welche die Bergwerke, die Stadt und den alten Handelsweg nach Sachsen schützte. Sie wurde wahrscheinlich um 1300 erbaut. Die erste urkundliche Erwähnung als bereits bestehende Burg fand sie in einer Lehensurkunde im Jahr 1330. In den Hussitenkriegen wurde die Anlage 1429 zerstört und anschließend zwischen 1434 und 1440 wieder aufgebaut. 1471–1482 erfolgte ein spätgotischer Umbau. Im Dreißigjährigen Krieg erfolgte die erneute Zerstörung. Auf dem Hofplatz wurde 1695–1697 das Bergamtshaus erbaut. Die Burg selbst war zu dem Zeitpunkt bereits aufgegeben und verfiel.
- 07 – Die Stadtkirche Mariä Himmelfahrt ist die Stadtpfarrkirche Graupens. Ihr Ursprung stammt aus der 2. Hälfte des 14. Jahrhunderts. 1429 wurde sie im Hussitenkrieg zerstört und von 1430 bis 1440 wieder aufgebaut. Nach einem Stadtbrand (1479) wurde sie 1479–1488 im spätgotischen Stil zum zweiten Mal innerhalb kurzer Zeit erneut aufgebaut und später barock umgestaltet.
- 08 – Der Anläuteturm, ein freistehender Turm mit steinernen Unterbau und schindelgedeckten Dach, ist einer der wenigen original erhaltenen bergmännischen Anläutetürme Europas. Er wurde Anfang des 15. Jahrhunderts errichtet. Die heutige Form erhielt er um 1600. Der Anläuteturm signalisierte den Bergleuten mit seinem Glockengeläut den Schichtbeginn bzw. das Schichtende.
- 09 – Der Historische Marktplatz von Graupen weist eine langgestreckte Form auf. Das denkmalgeschützte Bauensemble entstand im Mittelalter durch die Verbreiterung der früheren Kolditz-Straße. Graupen selbst wurde um 1230 als Bergmannssiedlung angelegt, wurde 1300 freie Bergstadt und 1547 königlich freie Bergstadt.
- 10 – Das Museum Graupen wurde 1919 vom Ortsmuseumsverein gegründet und befand sich ursprünglich im Haus der ehemaligen Schule. Heute sind die Sammlungen (u. a. zu Bergbau und Naturkunde) in einem Bürgerhaus aus der Zeit der Renaissance untergebracht.
- 11 – Der Stollen des Besucherbergwerkes „Alter Martin“ gehörte während seiner Betriebszeit zu den bedeutendsten Stollen des Graupener Reviers. Er erschloss den nordwestlichen Teil des Luxer-Ganges (tschech.: „Lukaš“). Mit einer Länge von etwa 2 Kilometer ist er der längste zinnerzführende Erzgang Tschechiens.
- 12 – Die unterhalb des Mückenberges gelegene Bergmannssiedlung Obergraupen (Horni Krupka) wurde 1370 gegründet. Sie wurde angelegt, als die Bergleute auf der Suche nach weiteren Zinn-Seifen talaufwärts ins Gebirge zogen.
- 13 – Die St.-Wolfgangs-Kapelle befindet sich etwa 300 Meter westlich vom Mückenberg auf eine Höhe von 774 Meter. Die ursprüngliche, aus dem Jahr 1360 stammende Kapelle, war dem Hl. Wolfgang, dem Schutzheiligen der Bergleute geweiht. Sie wurde im Dreißigjährigen Krieg zerstört und 1692–1700 im barocken Stil wieder errichtet.

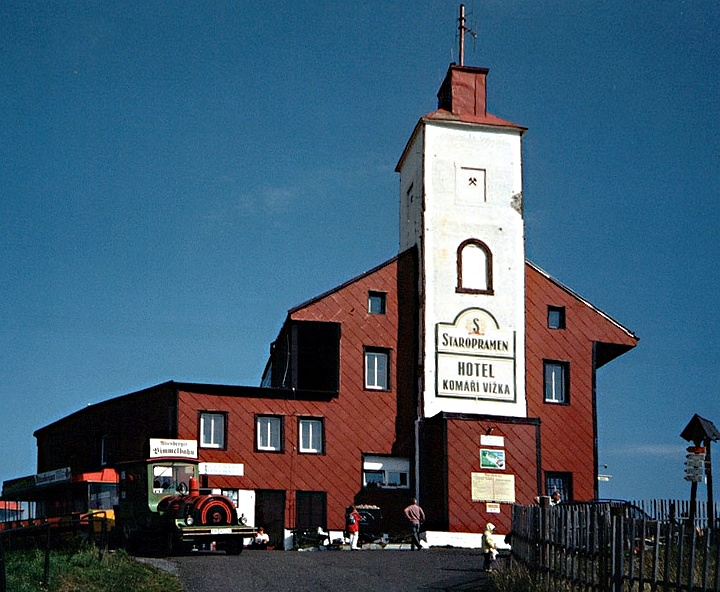
Mückentürmchen auf dem Mückenberg
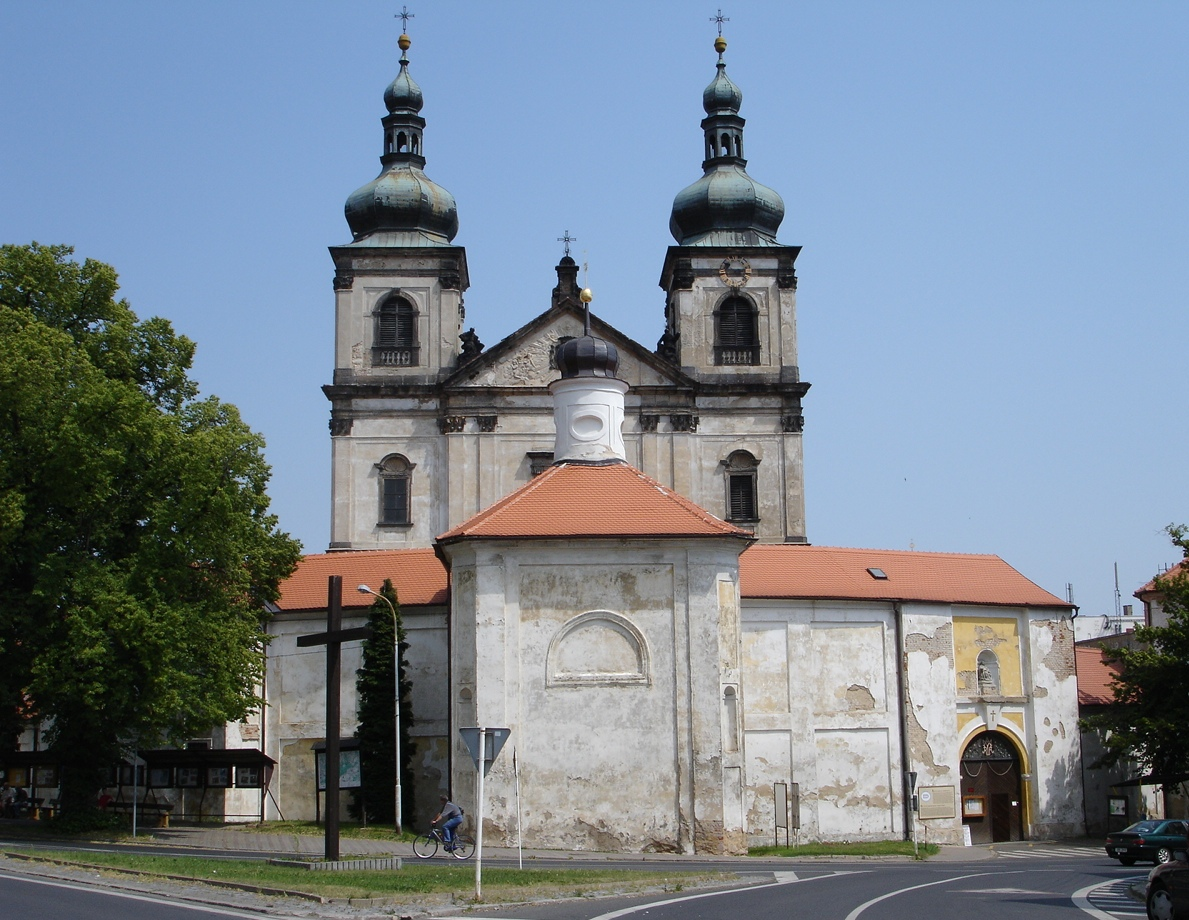
Wallfahrtskirche Mariaschein
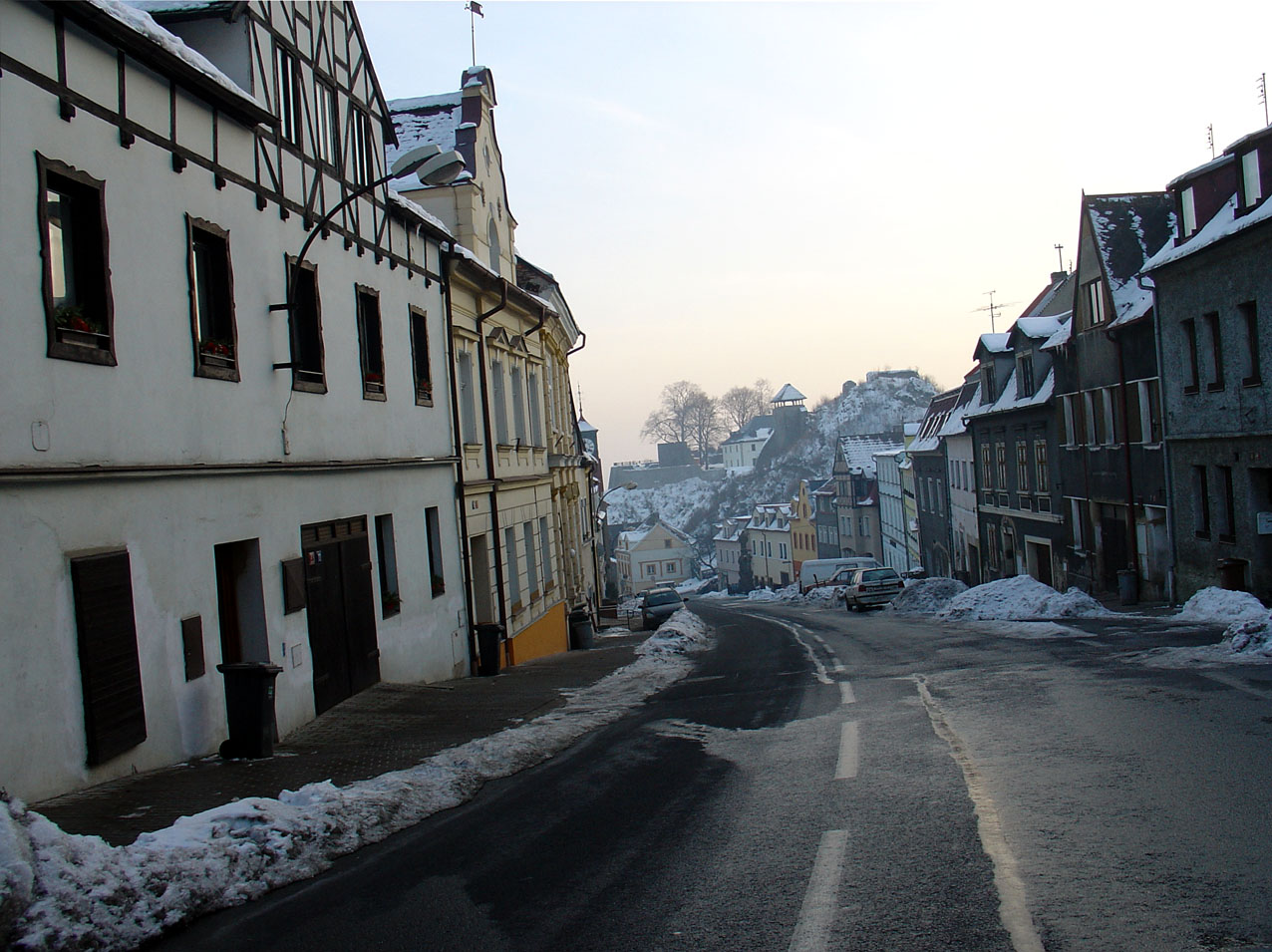
Blick zur Graupener Burg
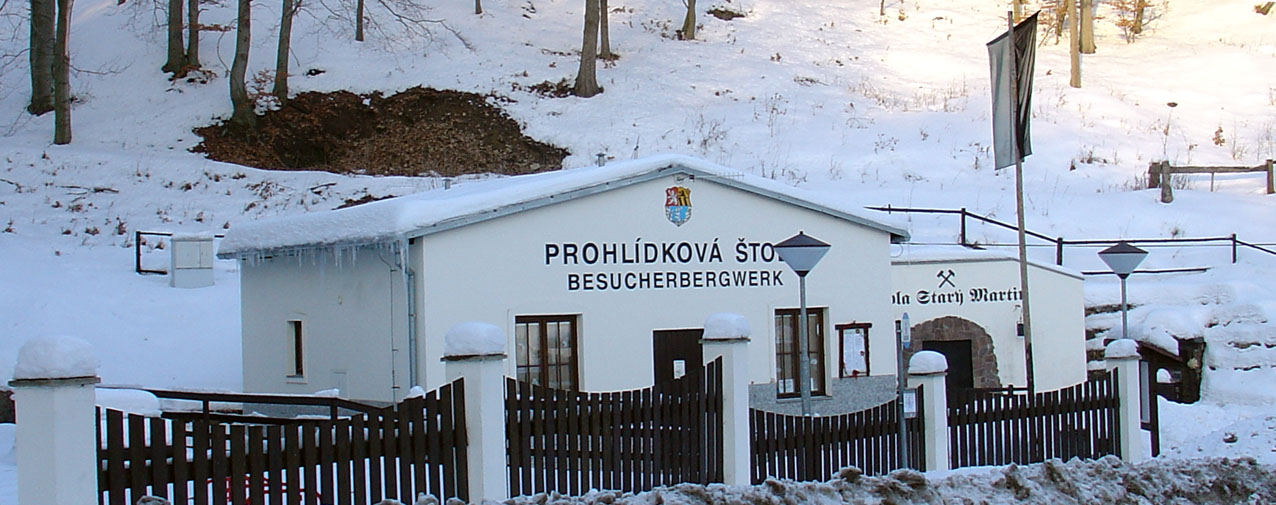
Besucherbergwerk „Alter Martin“

### Mückenberg (Komáří hůrka)

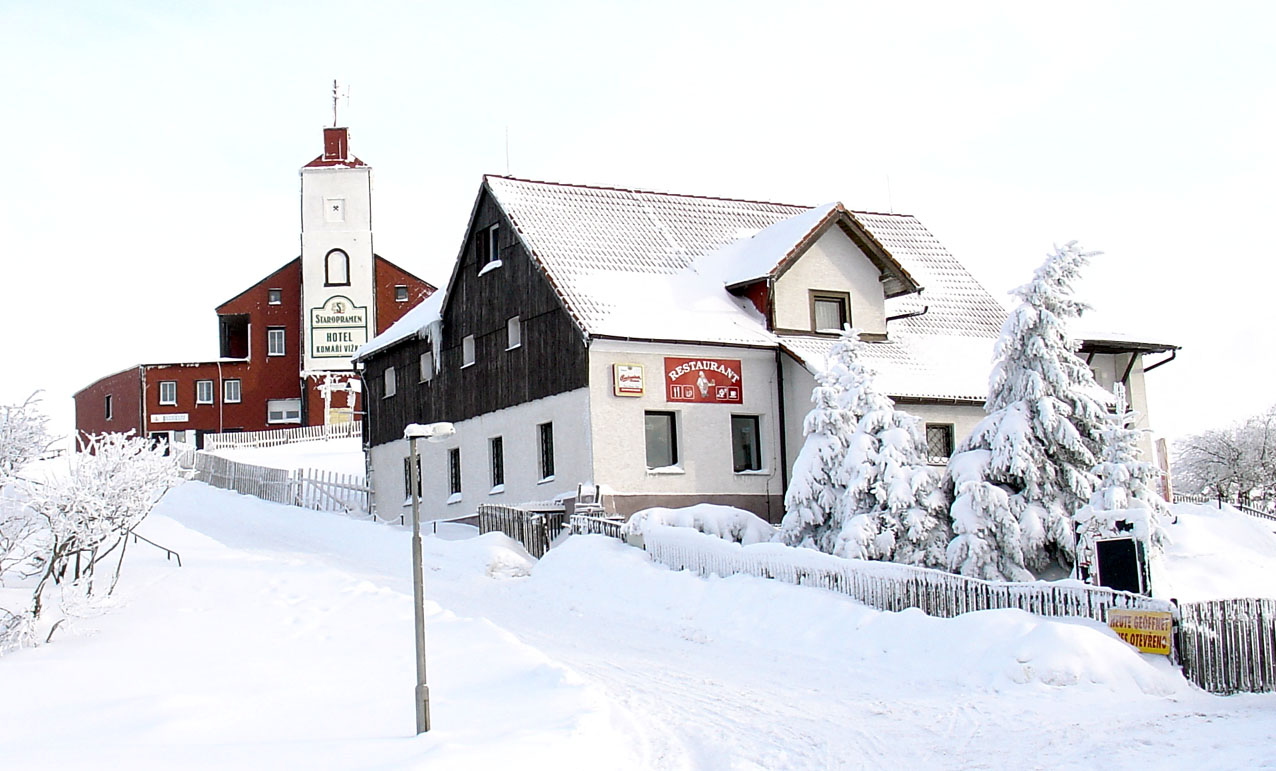
Mückenberg und seine beiden Gaststätten

- 14 – Der Mückenberg (807 m über NN) ist einer der höchsten Berge des Osterzgebirges auf dem Territorium der Tschechischen Republik. An der Wende vom 12. zum 13. Jahrhundert war das Gebiet um Graupen eines der bedeutendsten Zinnbergbaureviere Europas. Die Suche nach weiteren Zinnerzvorkommen brachte Bergleute im 14. Jahrhundert auf den Erzgebirgskamm am Mückenberg. 1416 wird der Bergbau am Mückenberg erstmals urkundlich erwähnt.

### Fürstenau

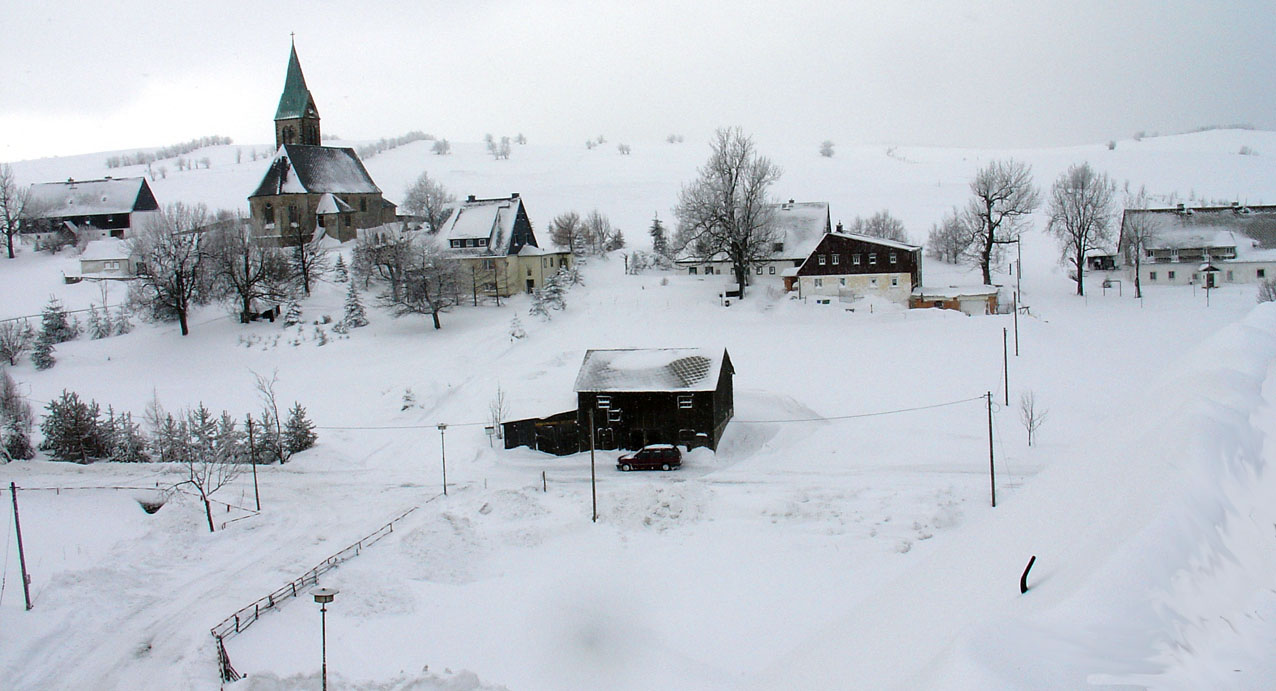
Mitteldorf und Kirche im Winter

- 15 – Das Siedlungsgebiet Fürstenau ist vermutlich in der ersten Rodungszeit des östlichen Erzgebirges entstanden, in der zweiten Hälfte des 13. Jahrhunderts als bäuerliche Ansiedlung. Die weithin sichtbare Kirche mit ihrem spitzen Kirchturm entstand 1885–1887 als Neubau für die baufällige alte Kirche aus der Zeit um das 14. Jahrhundert.
- 16 – Der Silberstollen .entstand in der Hoffnung auf das Fündigwerden von Silber-, Kupfer- und Bleierzen im 17. Jahrhundert. Der Stollen wurde mehrmals kurzzeitig, aber stets ergebnislos betrieben. Das älteste schriftliche Zeugnis des Bergwerkes stammt von 1687.

### Geising
Die Anlage der Bergsiedlung Geising reicht bis ins 14. Jahrhundert zurück. 1375 wurde hier eine Eisenerzgrube, 1449 ein Schmiedewerk erwähnt. Der Abbau selbst war im Ort weniger bedeutsam, als im benachbarten Altenberg und Zinnwald. Allerdings fand die Aufbereitung der in diesen beiden Orten geförderten Erze im Geisinger Hüttengrund statt, da in Altenberg und Zinnwald das notwendige Aufschlagwasser zum Betrieb der Nasspochwerke und Erzwäschen fehlte. Mitte des 19. Jahrhunderts wurde der aktive Bergbau in Geising eingestellt. Die Eröffnung der Müglitztalbahn brachte der Stadt ab 1890 neue Entwicklungsimpulse im Tourismus. Heute steht das Geisinger Stadtzentrum als historische und gut erhaltene Siedlungsanlage des Bergbaus weitgehend unter Denkmalschutz.
- 17 – Hüttenteich: Der Hüttenteich wurde 1755–1757 durch Anstauung des Hüttenbaches angelegt. Er diente als Wasserspeicher für den Antrieb der Wasserräder in den Geisinger Erzwäschen, Nasspochwerken und Schmelzhütten. Nach Einstellung des Bergbaus diente das Wasser zum Antrieb von Sägemühlen und Drehbänken ansässiger Drechsler. 1952 wurde auf dem Gelände eine Natureisbahn für Eisschnelllaufwettkämpfe eingerichtet. Heute wird das Areal als Freibad und Freizeitzentrum genutzt.
- 18 – Eisstadion: Das Eisstadion wurde 1950 als Natureisbahn errichtet. Es war das erste seiner Art im Erzgebirge und befand sich neben den ehemaligen Geisinger Schanzen und der neu erbauten Sporthalle. Das Stadion wurde in den 1990er Jahren modernisiert und später überdacht. Es wird im Winter als Kunsteisbahn genutzt. Zudem wird es als Veranstaltungsort für Geisinger Konzerte genutzt.
- 19 – evangelische Kirche: Die evangelische Kirche wurde bereits erwähnt. 1484 erfolgte die Grundsteinlegung für einen spätgotischen Neubau, der 1513 vom Abt des Klosters Altzella geweiht wurde. Die zu klein gewordene Kirche wurde 1689–1694 durch einen Neubau ersetzt. Ihr Inneres wurde mit osterzgebirgischen Zinn ausgeschmückt und beherbergt unter anderem einen wertvollen Altar mit Bergmannsleuchtern.
- 20 – Ratskeller: Das Haus am früheren Neumarkt wurde nach 1700 vom späteren Bergmeister Grundig durch den Wiederaufbau von zwei verfallenen Häusern erbaut. Nach Grundigs Tod (1729) wurde Rudolf von Bünau Eigentümer. Dieser nutzte das Haus ab 1736 als Sitz für das seit 1475 bestehende Vasallenbergamt seiner Herrschaft Lauenstein. Mit dem Ende der Bünauischen Herrschaft auf Lauenstein wechselte auch das Bergamt 1823 den Besitzer, behielt seine Funktion aber bei. Erst 1851 wurde es im Zuge des zurückgehenden Bergbaus aufgelöst.
- 21 – Saitenmacherhaus: Das Saitenmacherhaus wurde ursprünglich um 1480 erbaut. Die heutige Gestalt stammt von einem Umbau im Jahr 1686, bei dem das Fachwerkobergeschoss und das Renaissancesitznischenportal entstand. Im Flur des Hauses befindet sich eine Hängewaage aus dem Jahr 1692 und ein Reliefbild mit zwei Bergleuten. Hier wohnte einst der angesehene Zinnhändler Wendisch. Zwischen 1692 und 1902 diente das Haus als Werkstatt von Zinngießern. Der Name wurde von einer langjährigen Besitzerfamilie abgeleitet.
- 22 – Rathaus: Der Neubau von 1910 wurde im Gegensatz zu vielen Rathausbauten der Umgebung nicht im klassizistischen Stil erbaut, sondern dem Charakter der Stadt mit ihrer reichhaltigen historischen Bausubstanz angepasst.
- 23 – Zwitterstock-Tiefer-Erbstollen: Dieser zwischen 1491 und 1543 bis in eine Teufe von 133 m unter der Rasensohle des Altenberger Römerschachtes aufgefahrene und 1.978 m lange Stollen diente der Entwässerung der Altenberger Gruben. Er wurde auf Initiative von Kurfürst Friedrich dem Weisen angelegt. Die Finanzierung mussten die Städte Freiberg, Dresden und Leipzig sowie die Klöster und Domkapitel Freiberg, Meißen und Altzella übernehmen. Der Bau des Stollens wurde von beiden Seiten vorangetrieben. Allerdings traf man nicht in gleicher Höhe aufeinander, so dass sich im Berginneren ein ca. 3 m hoher Wasserfall befindet. Außerdem erinnert eine Tafel an die Stollenbefahrung durch Prinz Friedrich August im Jahr 1822. Der Erbstollen entwässerte die Altenberger Gruben bis 1982.
- 24 – Sühnekreuz: Das am westlichen Ortsausgang befindliche Sühnekreuz trägt die Darstellung eines an der Spitze gebogenen Schwertes. Es stammt vermutlich aus vorreformatorischer Zeit und wurde wahrscheinlich um den Anfang des 16. Jahrhunderts aufgestellt.
- 25 – Haus „Anno 1497“: Das Haus „Anno 1497“ gilt als das älteste erhaltene Haus Geisings. Davon zeugt die über dem Türstein eingemeißelte Jahreszahl 1497. Ungesicherten Überlieferungen nach soll das Haus von einem Mitglied der Bergherrenfamilie Kölbel erbaut wurden sein. Ein 1768 erfolgter Umbau veränderte das Obergeschoss allerdings grundlegend. Das Haus beherbergt heute eine Gaststätte mit dem Namen „Anno 1497“.
- 26 – Tiefenbach-Wasserfall: Für den nach 1945 intensivierten Bergbau wurde 1953 im Tiefenbachtal eine große Spülhalde errichtet. Durch die Verlegung des Baches um die Spülhalde entstand ein künstlicher, 20 m hoher imposanter Wasserfall, der über einen Steig erreichbar ist.

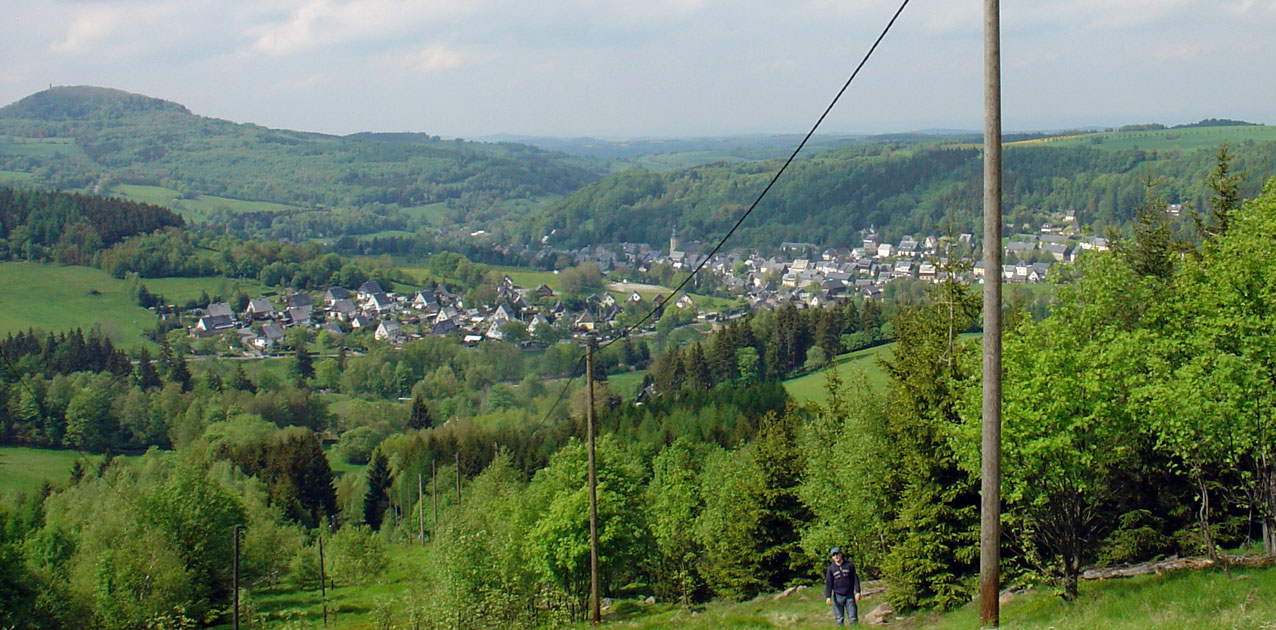
Blick von der Kohlhaukuppe
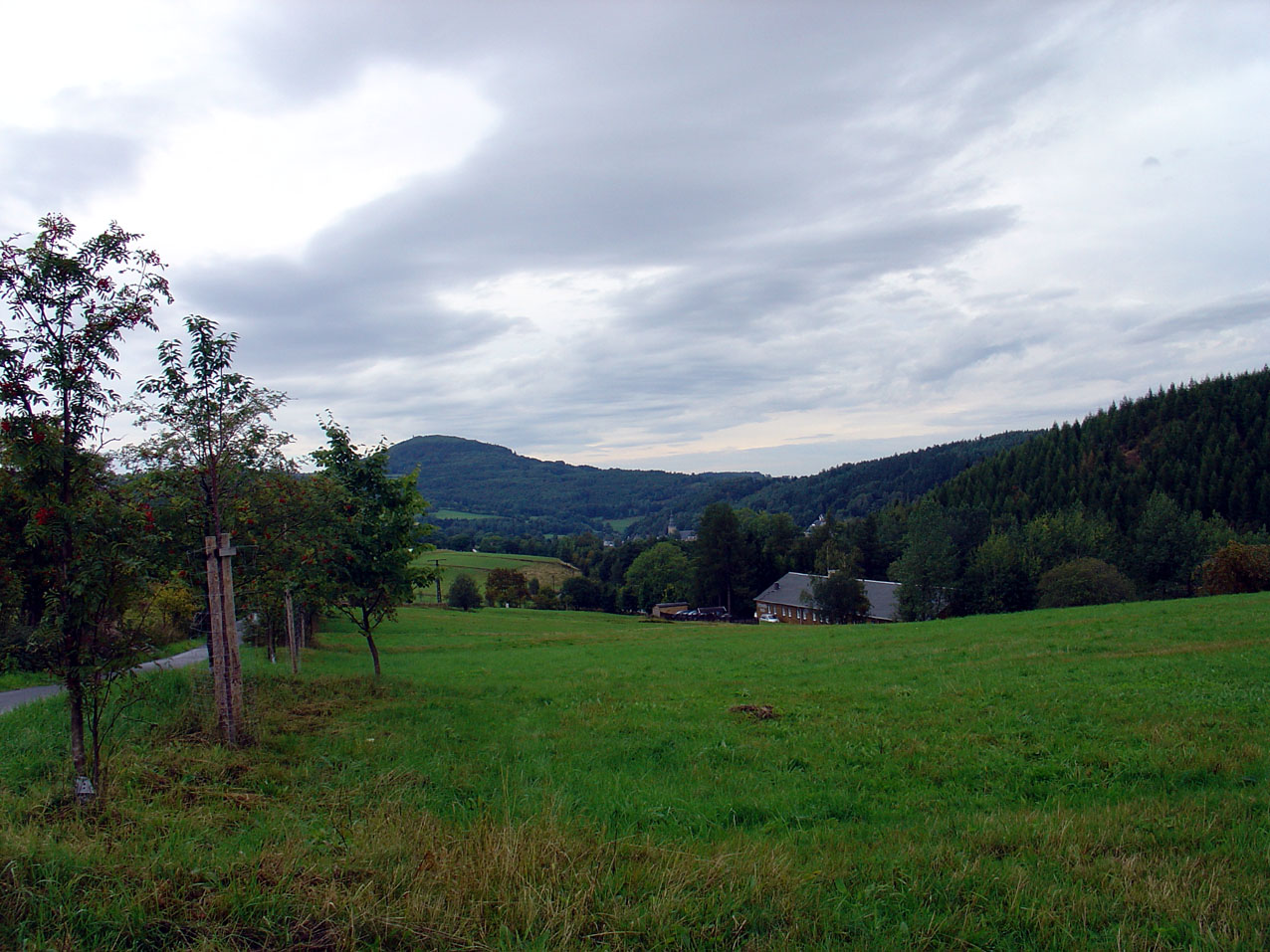
Hüttenteichbaude und Geisingberg
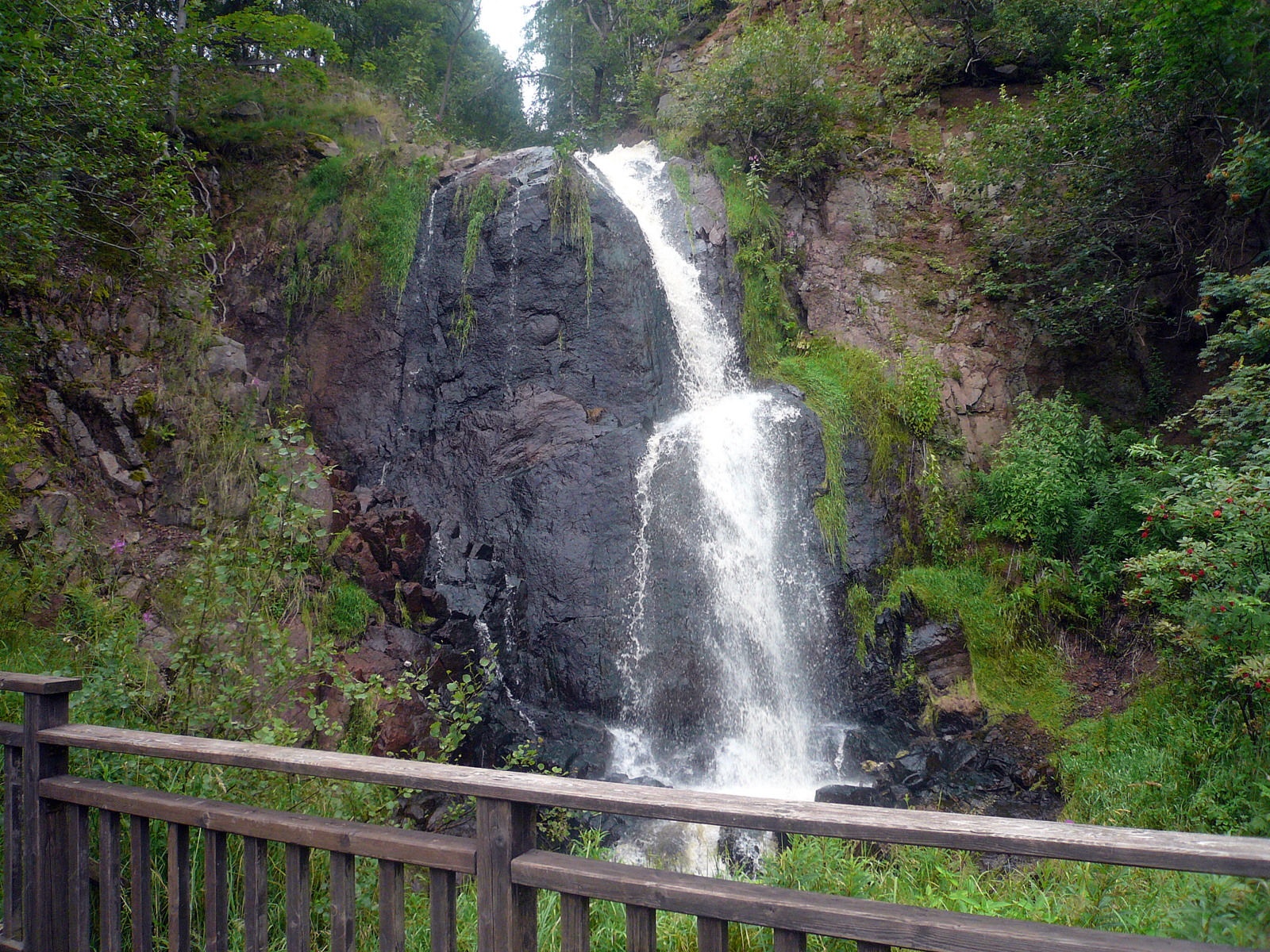
Tiefenbach-Wasserfall

### Altenberg
In der ersten Hälfte des 15. Jahrhunderts drangen Graupener Bergleute auf der Suche nach weiteren Zinnvorkommen von Süden her immer weiter auf die Höhen des Osterzgebirges vor. Dabei entdeckten sie zwischen 1436 und 1440 die Altenberger Lagerstätte, was bald darauf zur Gründung der Bergstadt führte. Für einen Zeitraum von 550 Jahren bestimmte der Zinnbergbau die Entwicklung des Ortes. Forschungen haben ergeben, dass die Lagerstätte Altenberg die bedeutendste Zinnlagerstätte Europas darstellt. Der Abbau wurde hier wegen fehlender Rentabilität erst 1991 eingestellt. Seit dem 15. Jahrhundert wurden insgesamt 106.000 t Zinn (im Konzentrat) gewonnen, darunter allein etwa 39.000 t zwischen 1947 und 1991. Der langjährige Bergbau hat in der Stadt und der näheren Umgebung zahlreiche Sachzeugen hinterlassen, von denen die Pinge das größte Denkmal ist.
- 27 – Bergbaumuseum Altenberg: Bei dem Bergbaumuseum handelt es sich um die ehemalige „IV. Zwitterstocksgewerkschaftliche Wäsche“, deren Wurzeln im 16. Jahrhundert liegen. Sie ist die letzte erhaltene Erzwäsche eines umfangreichen Systems von früheren Aufbereitungsanlagen, die sich im Tal des Tiefenbaches zwischen Altenberg und Geising befanden. Das Museum wurde 1957 eröffnet. Es stellt die historische Aufbereitung des Zinnerzes anhand originaler Wirkungsprinzipe mit Pochwerk und Langstoßherd dar. 1971 wurde das Museum um einen Schaustolln erweitert. Im 1802 aufgefahrenen „Neubeschert-Glück-Stolln“ sind Arbeitsorte nachgestaltet, welche die Förder- und Bergbautechnik der vergangenen 500 Jahre dokumentieren. 1994 wurde das Museum um eine Freifläche erweitert, die v. a. Bergbauausrüstung aus den letzten 50 Jahren des Abbaus zeigt.

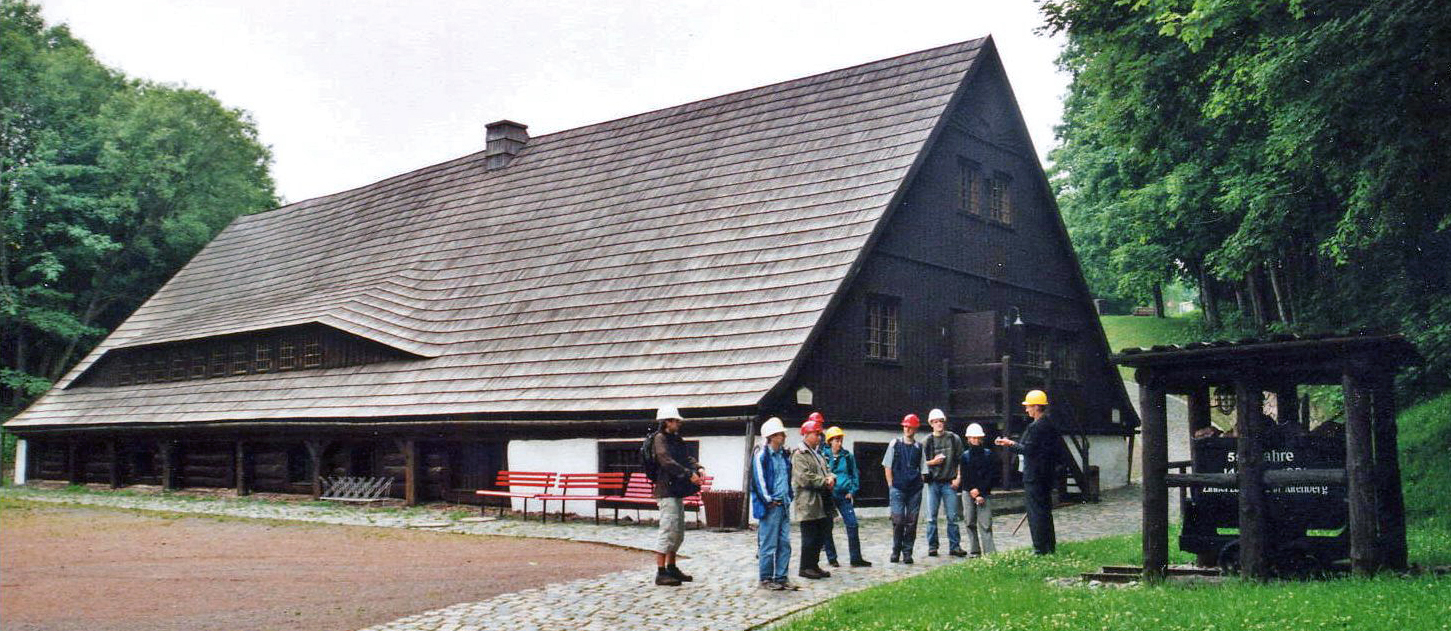
Bergbaumuseum
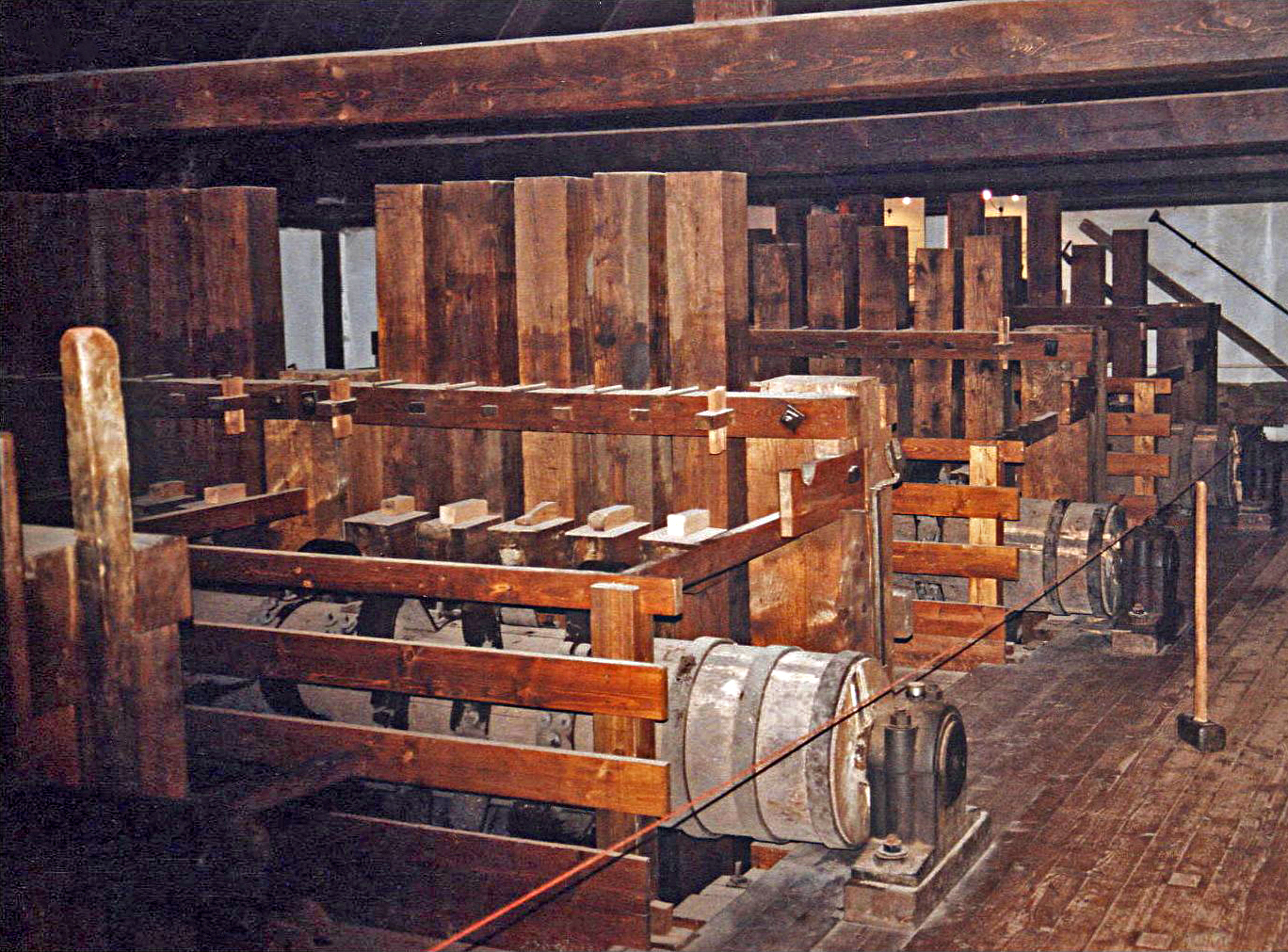
Pochwerk im Bergbaumuseum
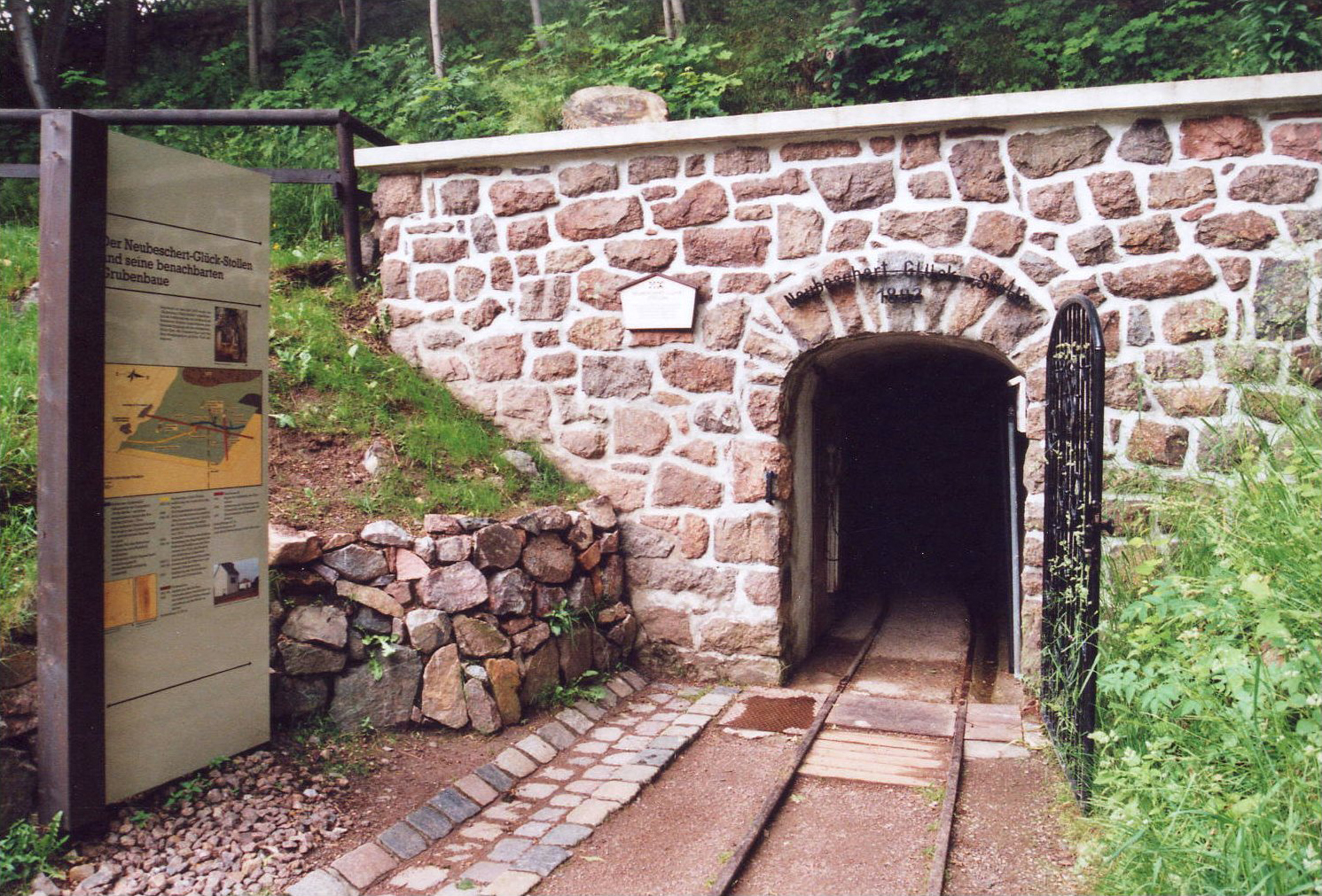
Mundloch des „Neubeschert Glück Stollns“
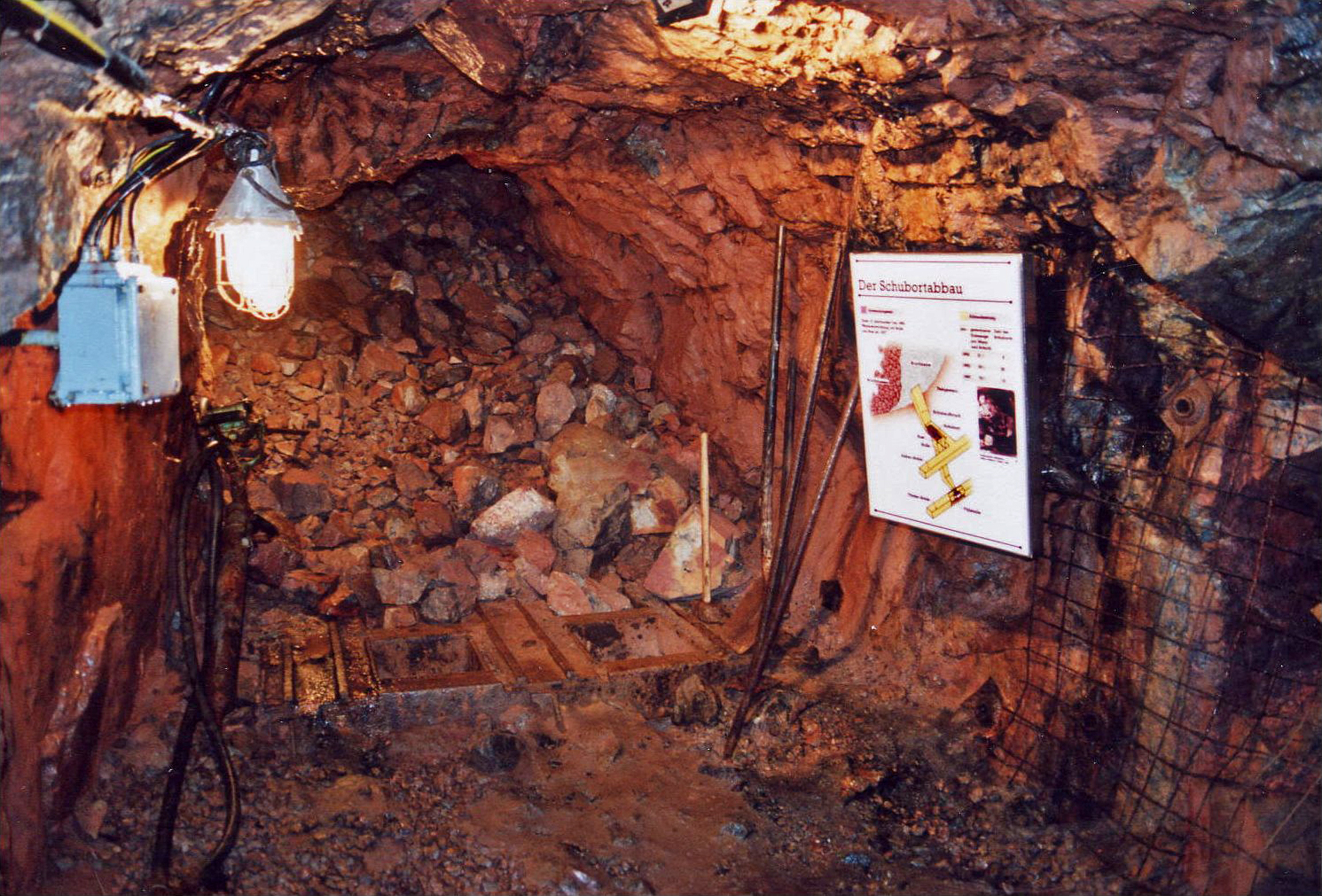
Im „Neubeschert Glück Stolln“

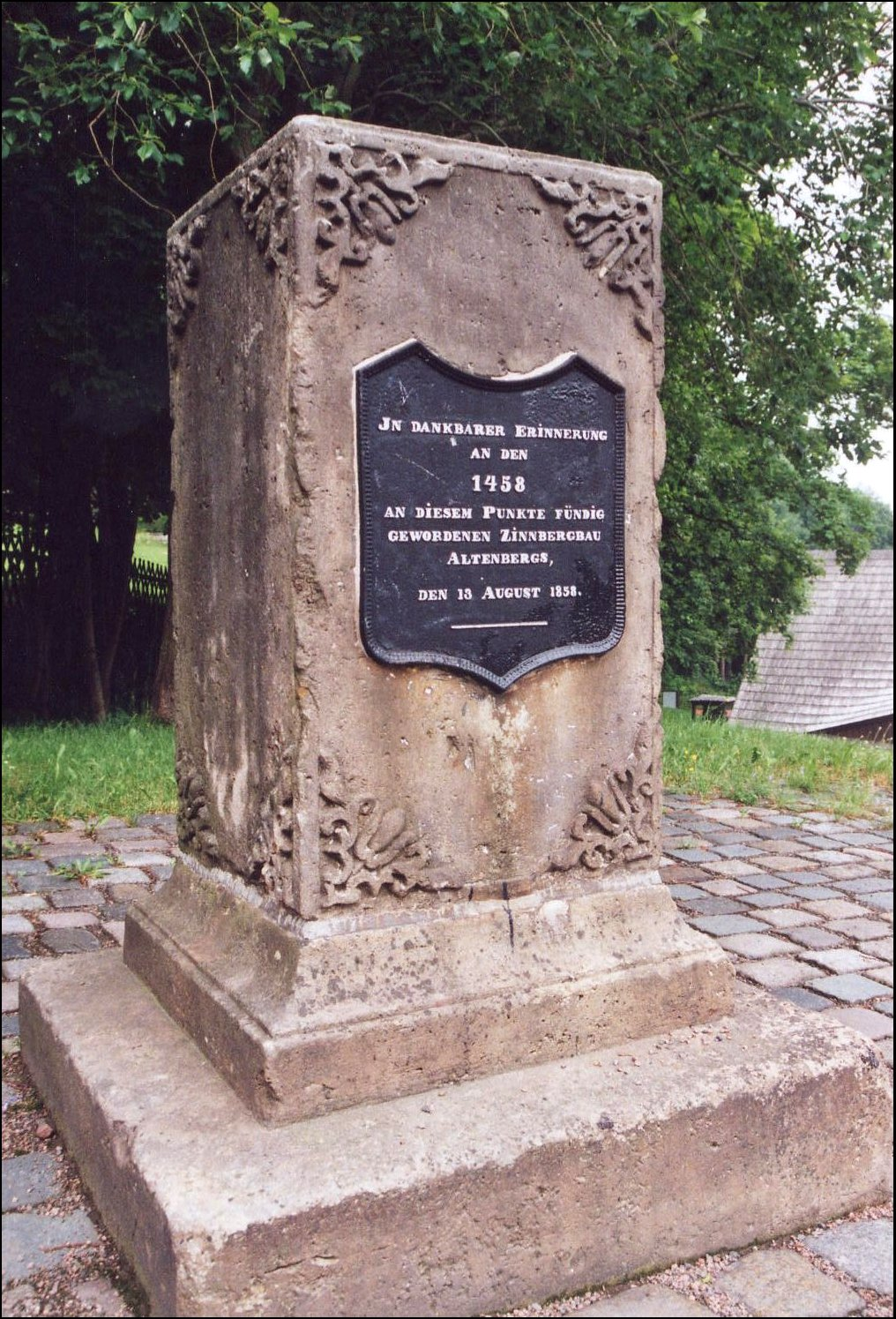
Bergbaugedenkstein

- 28 – Bergbaugedenkstein: Der Sage nach soll im Jahr 1458 ein Köhler beim Beräumen seines Meilers „berglauteres“ Zinn gefunden haben. Er hatte seinen Meiler unvermutet auf einem mächtigen flachen Erzgang errichtet. Durch die Hitze des Meilers sei aus den Steinen, die er als Unterlage verwendete, Zinn ausgeschmolzen. In Erinnerung an das 400-jährige Jubiläum des ersten Erzfundes wurde 1858 der Gedenkstein errichtet. Heute weiß man, dass der Abbaubeginn bereits zwischen 1436 und 1440 einsetzte. Der Gedenkstein befand sich ursprünglich 200 m weiter westlich des heutigen Standortes im Bruchbereich der Pinge. Deshalb wurde er an seinen jetzigen Standort am Bergbaumuseum versetzt.
- 29 – Wetterschächte: Die beiden durch Schachtgebäude geschützten Wetterschächte „Überhauen 20“ (ab 1966) und „Überhauen 32“ (ab 1974) dienten der Bewetterung in der letzten Periode des Altenberger Bergbaus. Durch sie wurde die Grube mit Frischluft versorgt und Schadstoffe, wie Gesteinsstaub, Sprenggase und ionisierende Strahlung, die durch Radon und Radonfolgeprodukte entstehen, abgeführt. Die beiden Gebäude zählen zu den wenigen erhaltenen Wetterschachtgebäuden im Erzgebirge.
- 30 – Pulverhaus: Das Pulverhaus befindet sich unweit des Wetterschachtes „Überhauen 20“. Zwar ist der Einsatz von Schießpulver für die Bohr- und Sprengarbeiten in Altenberg bereits seit 1668 nachgewiesen, aufgrund der hohen Kosten setzte sich diese Gewinnungsmethode aber nur zögerlich durch. 1793 wurde das massive Pulverhaus in ausreichend sicherer Entfernung zum Stadtgebiet errichtet. Es diente bis in die 2. Hälfte des 19. Jahrhunderts hinein der sicheren Aufbewahrung des Schießpulvers.
- 31 – Markscheidestein: Zwischen der Pinge und dem Geisingberg befindet sich die Kopie eines 1811 errichteten Markscheidesteins. Er zeigt über Tage die Grubenfeldgrenze zwischen den Bergbauunternehmen „Gewerkschaft Rothe-Zeche-Fundgrube“ und „Gewerkschaft Zwitterstocks tiefer Erbstolln“. Er wurde nach der Beilegung eines Streits zwischen diesen beiden Unternehmen aufgestellt und trennte die Felder mit der jeweiligen Abbauberechtigung voneinander.
- 32 – Zwitterweg: Der Zwitterweg ist ein früherer Fahrweg, der für den Transport des zutage geförderten zinnhaltigen Gesteins, welches vom Bergmann auch Zwitter genannt wurde, benutzt wurde. Er führte vom „Rothzechner Treibeschacht“ zur Aufbereitung in die Rothzechner Pochwäschen nahe Geising.
- 33 – Rothzechner Treibeschacht: 1472 wurden Bergleute in den Gruben am sogenannten „Neufang“ östlich der heutigen Pinge fündig. Dort war im Gegensatz zum kompakten Zwitterstock der Bergbau auf Erzgängen vorherrschend. Der Rothzechner Treibeschacht wurde ab 1793 niedergebracht und war bis 1866 Hauptförderschacht des Grubenbetriebes „Gewerkschaft Rothe-Zeche-Fundgrube“. Danach diente er als Flucht- und Wetterschacht. Das heute vorhandene Schutzhaus wurde 1954 erbaut.

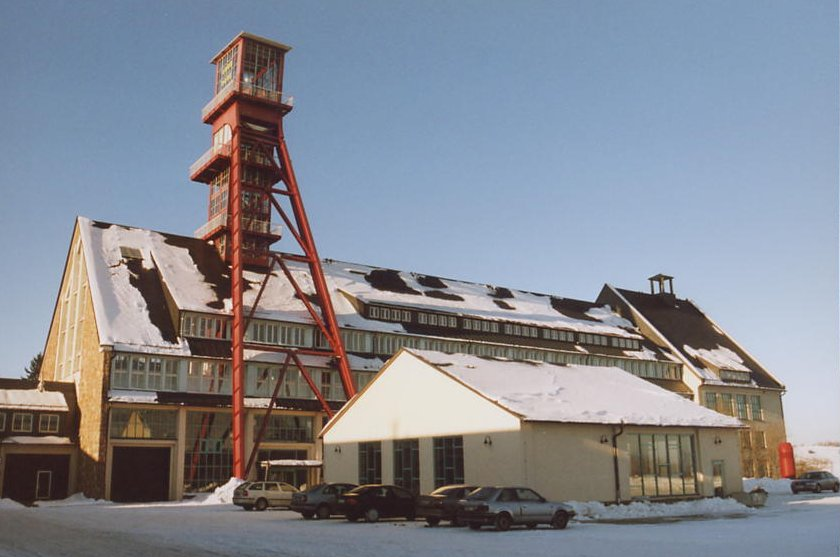
Arno-Lippmann-Schacht
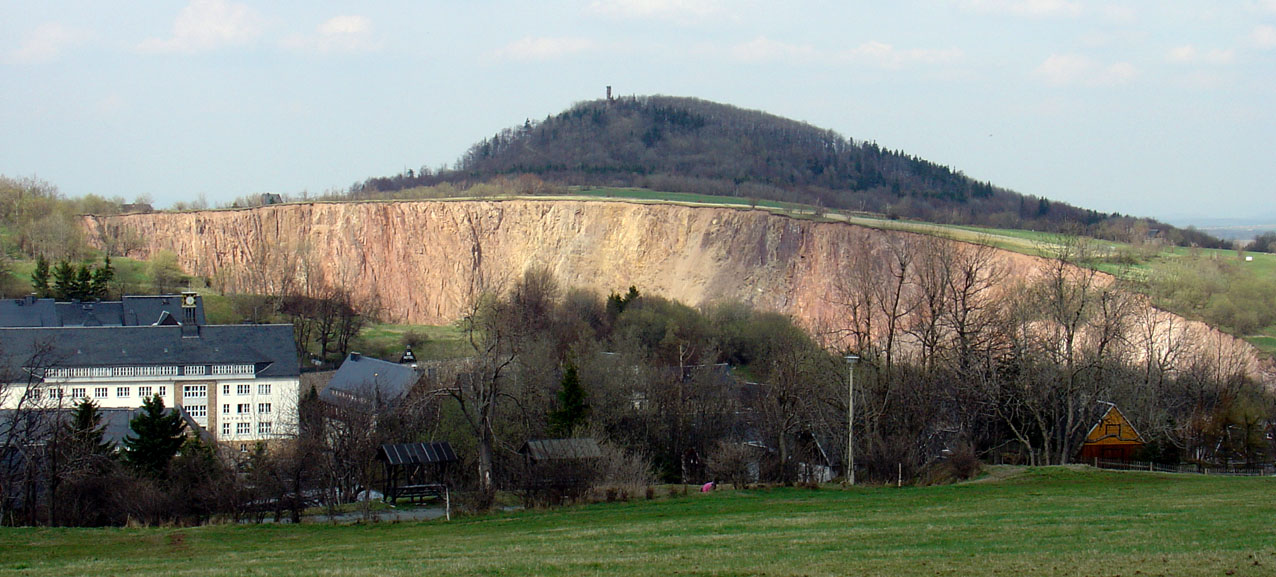
Blick auf die Pinge, im Hintergrund der Geisingberg
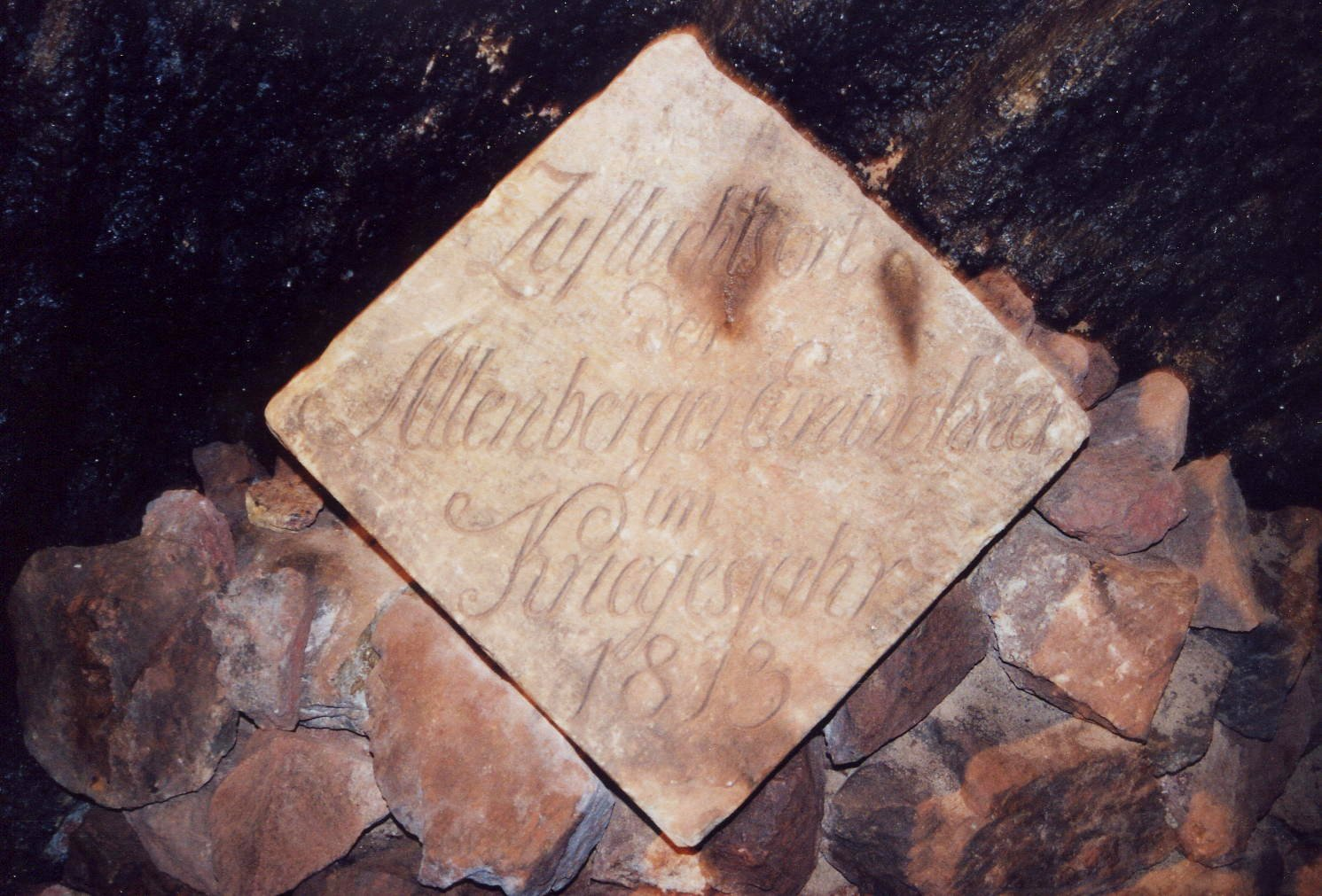
Erinnerungstafel an das Kriegsjahr 1813

- 34 – Altenberger Pinge: Ein Großteil des Zinnerzes kommt in Altenberg nicht als Gang, sondern als durchgehend fein vererzter Stock vor. Deshalb nutzen die Bergleute zum Abbau das Verfahren des Weitungsbaus mittels Feuersetzen. Dabei wurde das Abbaugebiet aber so stark unterhöhlt, dass die verbliebenen Restpfeiler dem Druck des darüberliegenden Deckgebirges nicht standhielten. Ab 1545 gingen die ersten Weitungen zu Bruch und an der Tagesoberfläche entstand ein Senkungsfeld, bergmännisch Pinge genannt. Bis 1619 kam es zu weiteren Brüchen, wobei einige von den Grubenbesitzern auch provoziert wurden. Der größte Bruch erfolgte 1620. Er zerstörte 36 Gruben und hinterließ einen 2 ha großen Einsturztrichter. Durch den fortgesetzten Abbau kam es zu kontrollierten Folgebrüchen. Heute umfasst die Pinge eine Fläche von 12 ha bei einer Tiefe von 150 m und einem Durchmesser von 450 m. Die Pinge zählt zu den bedeutendsten nationalen Geotopen Deutschlands.

- 35 – Meridianstein: Der als Kopie vorhandene Meridianstein stellt den Nullpunkt eines lokalen Koordinatennetzes für die Kartierung der Altenberger Grubenanlagen dar. Mit seiner Hilfe konnte die durch die Wanderungen des Magnetpols verursachte Kompassnadelabweichung bestimmt werden. Auch für die lokale Höhenmessung war der Stein der Bezugspunkt.
- 36 – Kanonenkugel: Im Zuge des Rückzuges verbündeter russischer, preußischer und österreichischer Truppen nach der Schlacht von Dresden kam es in der Umgebung von Altenberg am 29./30. August 1813 zu heftigen Gefechten mit den nachrückenden französischen Truppen. Dabei wurde die Stadt weitgehend zerstört und das Pulverhaus (siehe Routenpunkt Nr. 30) gesprengt. Die Einwohner flüchteten u. a. in die Bergwerke. Zum Gedenken an die Kämpfe wurde die Kugel einer Haubitze in eine Stützmauer eingemauert.
- 37 – Bergmannsbrunnen: Der Bergmannsbrunnen wurde 1941/42 von französischen Kriegsgefangenen in eine Stützmauer eingefügt. Sein Relief zeigt drei Bergleute bei der Arbeit unter Tage. Unter dem Relief sind die Insignien des Altenberger Bergbaus zu sehen.
- 38 – Stadtzentrum von Altenberg: Das alte Altenberger Stadtzentrum wurde noch in den letzten Tagen des Zweiten Weltkrieges durch sowjetische Truppen weitgehend zerstört. Fliegerangriffe und Brandstiftungen legten zwischen dem 7.–10. Mai 1945 über 140 Gebäude in Schutt und Asche. Der Wiederaufbau bot Anfang der 1950er Jahre die Möglichkeit zur Gestaltung eines völlig neuen Stadtkerns. Die neuen Wohn- und Verwaltungsgebäude um den zentralen Platz des Bergmanns (u. a. Bergwerksverwaltung, seit 1994 Rathaus) kombinieren die Moderne der damaligen Zeit mit zahlreichen erzgebirgischen bzw. bergbaulichen Details.

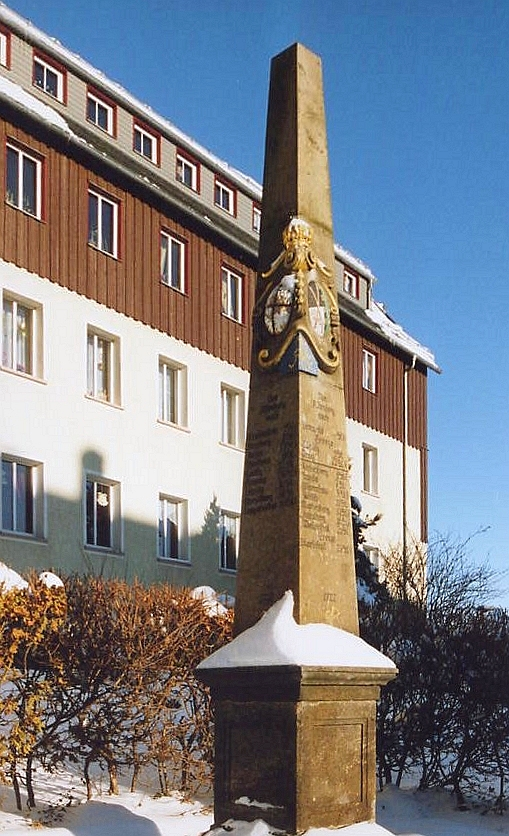
Kursächsische Postmeilensäule (1722)
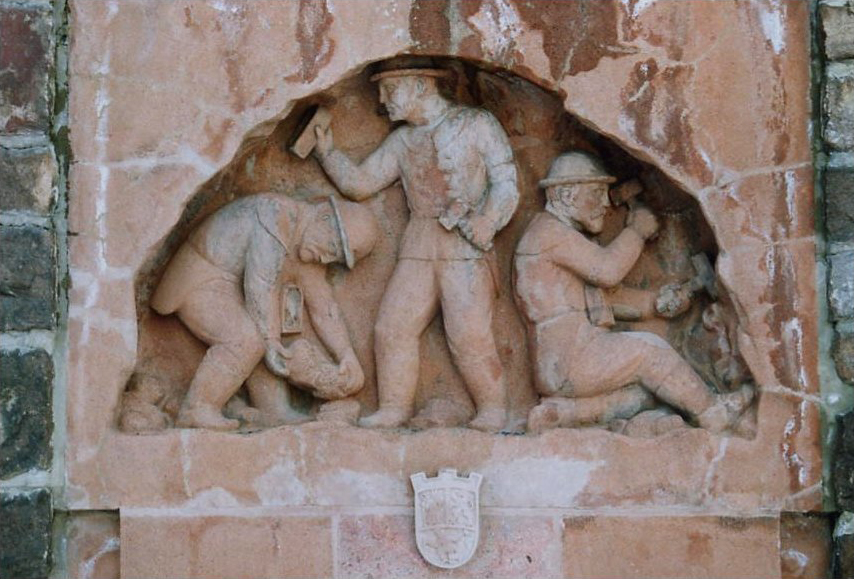
Relief am Bergmannsbrunnen
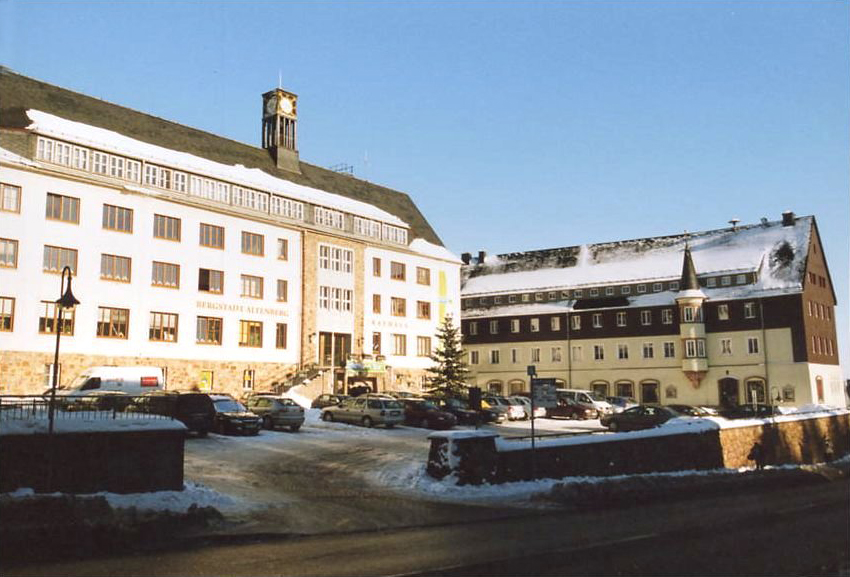
Stadtzentrum, links das Rathaus
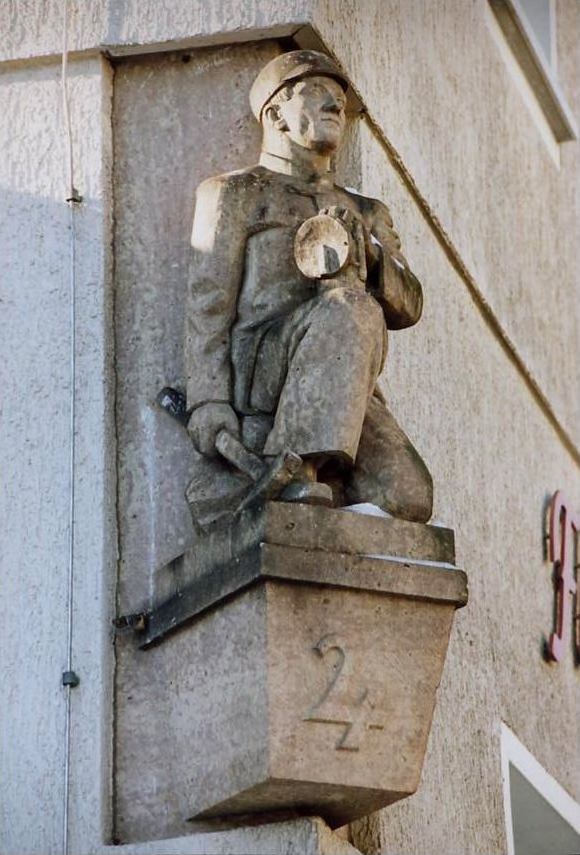
Detail eines Hauses im Stadtzentrum

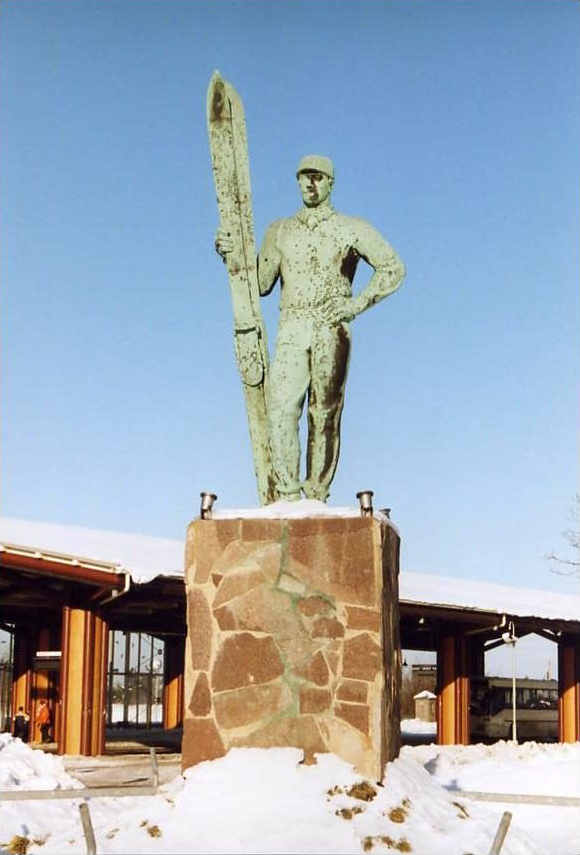
Skiläuferdenkmal

- 39 – Postmeilensäule und Meilenstein: An der Bundesstraße 170 befindet sich eine 1722 errichtete Kursächsische Postmeilensäule. In ihrer unmittelbaren Nachbarschaft steht ein 1860/61 errichteter königlich-sächsischer Stationsstein. Beide Steine dienten der Markierung von Postkursen.
- 40 – Römerschacht: Neue Schachteinbrüche im Bereich der Pinge machten Anfang des 19. Jahrhunderts das abteufen eines neuen Hauptförderschachtes notwendig. Deshalb wurde ab 1837 der nach dem Bergkommissionsrat Jobst Christoph von Römer benannte Schacht niedergebracht. Er war der letzte unmittelbar in der Lagerstätte abgeteufte Hauptschacht des Altenberger Zwitterstocks. 1850 begann die Förderung aus dem 237 Meter tiefen Schacht, mit dem die Produktivität wesentlich gesteigert werden konnte. Der Römerschacht diente bis zur Inbetriebnahme des Arno-Lippmann-Schachtes 1963 (siehe Routenpunkt 49) der Erzförderung, danach wurde er noch bis 1992 zur Bewetterung genutzt. Der charakteristische Förderturm musste wegen Baufälligkeit bereits 1989 abgerissen werden.
- 41 – Max-Nacke-Gedenkstein: Der 1964 errichtete Gedenkstein erinnert an den bekannten osterzgebirgischen Heimatsänger und Volksdichter Max Nacke (* 26. April 1883; † 8. August 1958). Der einer Bergmannsfamilie entstammende Nacke war Gründer des überregional bekannten Nacke-Trios.
- 42 – Kirche zu Altenberg: Die alte 1878 erbaute Kirche wurde in den letzten Tagen des Zweiten Weltkrieges zerstört (siehe Routenpunkt 38), die Ruine in den 1950er Jahren abgetragen. Erst 1984 wurde der Bau einer neuen Kirche beschlossen. Diese wurde im Dezember 1991 nach zweijähriger Bauzeit eingeweiht. Mit ihrem 34 m hohen Kirchturm ist sie ein neues Wahrzeichen der Stadt.
- 43 – Skiläuferdenkmal: Das heute am Bahnhof stehende Denkmal wurde im Oktober 1931 eingeweiht. Der ursprüngliche Standort war neben der Grundschule. Das Denkmal soll die Bedeutung Altenbergs als Wintersportzentrum im Osterzgebirge dokumentieren.
- 44 – Bahnhof: Altenberg ist seit 1923 Endstation der nach Heidenau führenden Müglitztalbahn. Das Bahnhofsgebäude wurde Ende der 1930er Jahre beim Umbau der Strecke von Schmalspur auf Normalspur errichtet. Es gilt als schönstes Bahnhofsgebäude der Müglitztalbahn.
- 45 – Galgenteiche: Der Große und der Kleine Galgenteich wurden Mitte des 16. Jahrhunderts (vermutlich 1550–1553) erbaut. Das Wasser der Speicherbecken versorgte u. a. die Fahrkünste, diente der Wasserhaltung und führte den Nasspochwerken eine ausreichende und kontinuierliche Wassermenge zu. Die auf 790 m ü. NN gelegenen Teiche sind die höchstgelegenen Kunstteiche im Erzgebirge. Der Name stammt von einem Galgen ab, der hier früher einmal stand.
- 46 – Neugraben: Der 7 km lange Neugraben bildet zusammen mit dem Quergraben (siehe Routenpunkt 47) einen Teil des 30 km langen Kunstgrabensystems, welches für die Wasserzufuhr der Galgenteiche (siehe Routenpunkt 45) angelegt wurde. Der 1550/54 angelegte Zufluss sammelt die vom Kahleberg und dem Georgenfelder Hochmoor abfließenden Oberflächenwasser.

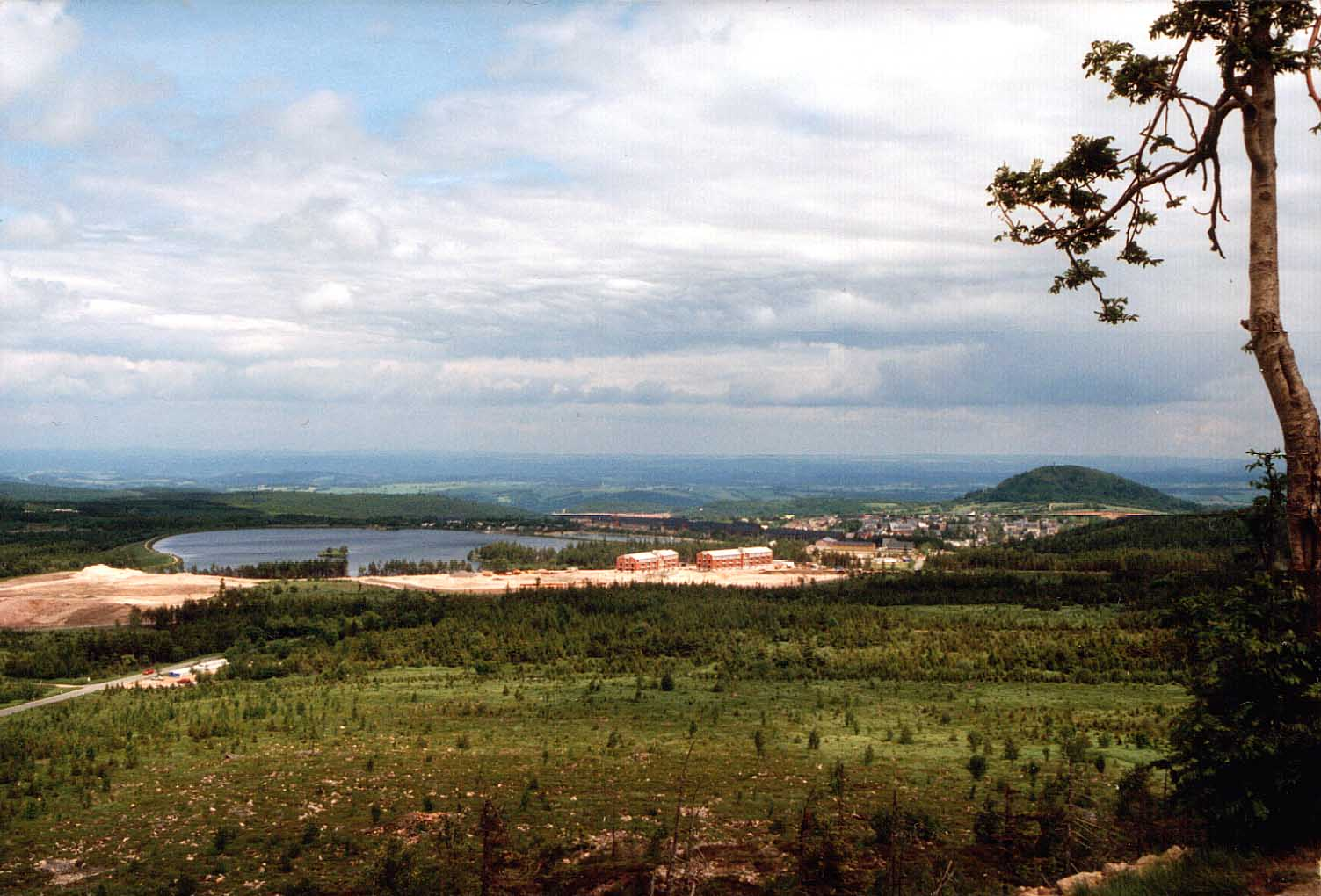
Blick auf die Galgenteiche
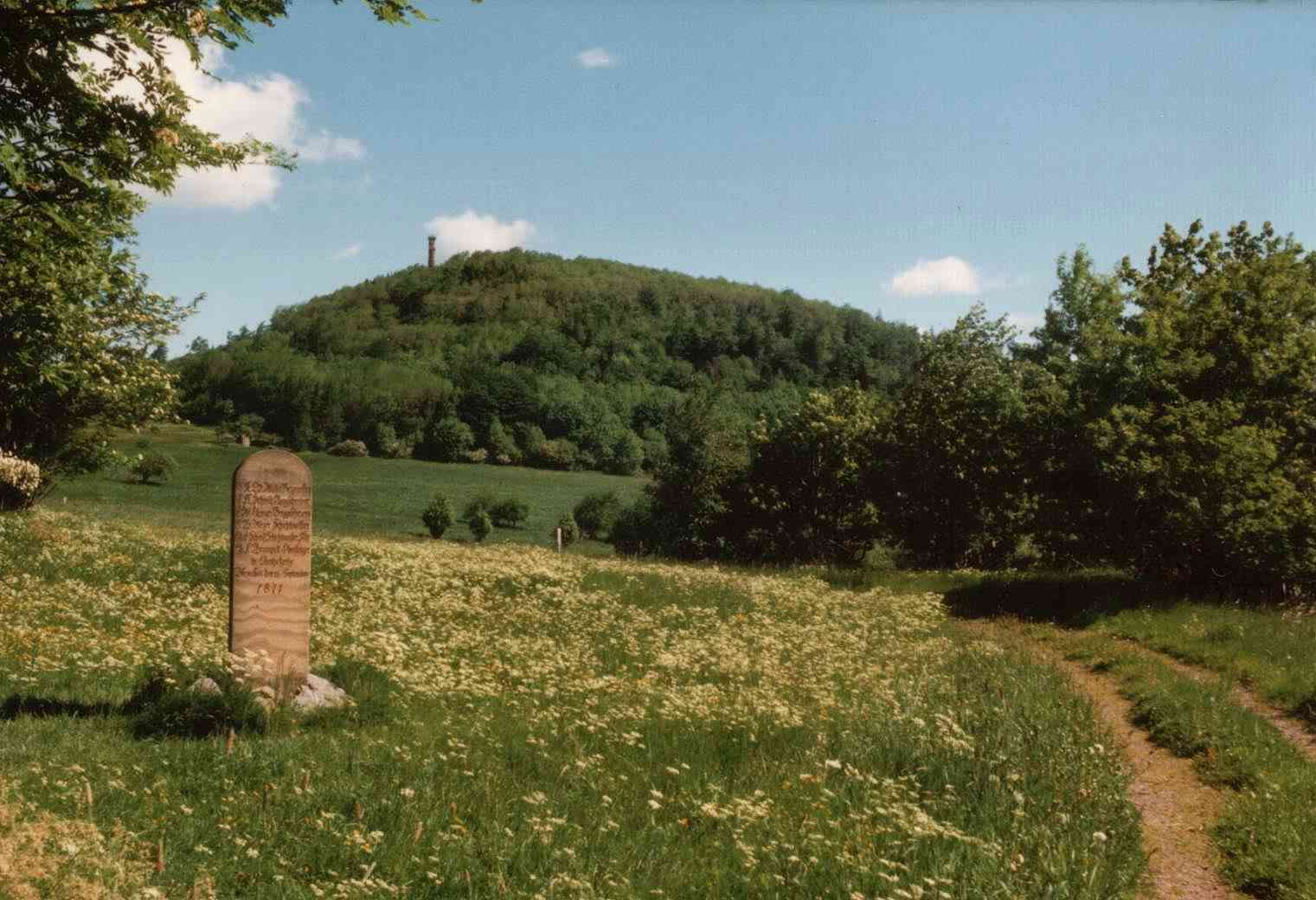
Markscheidestein
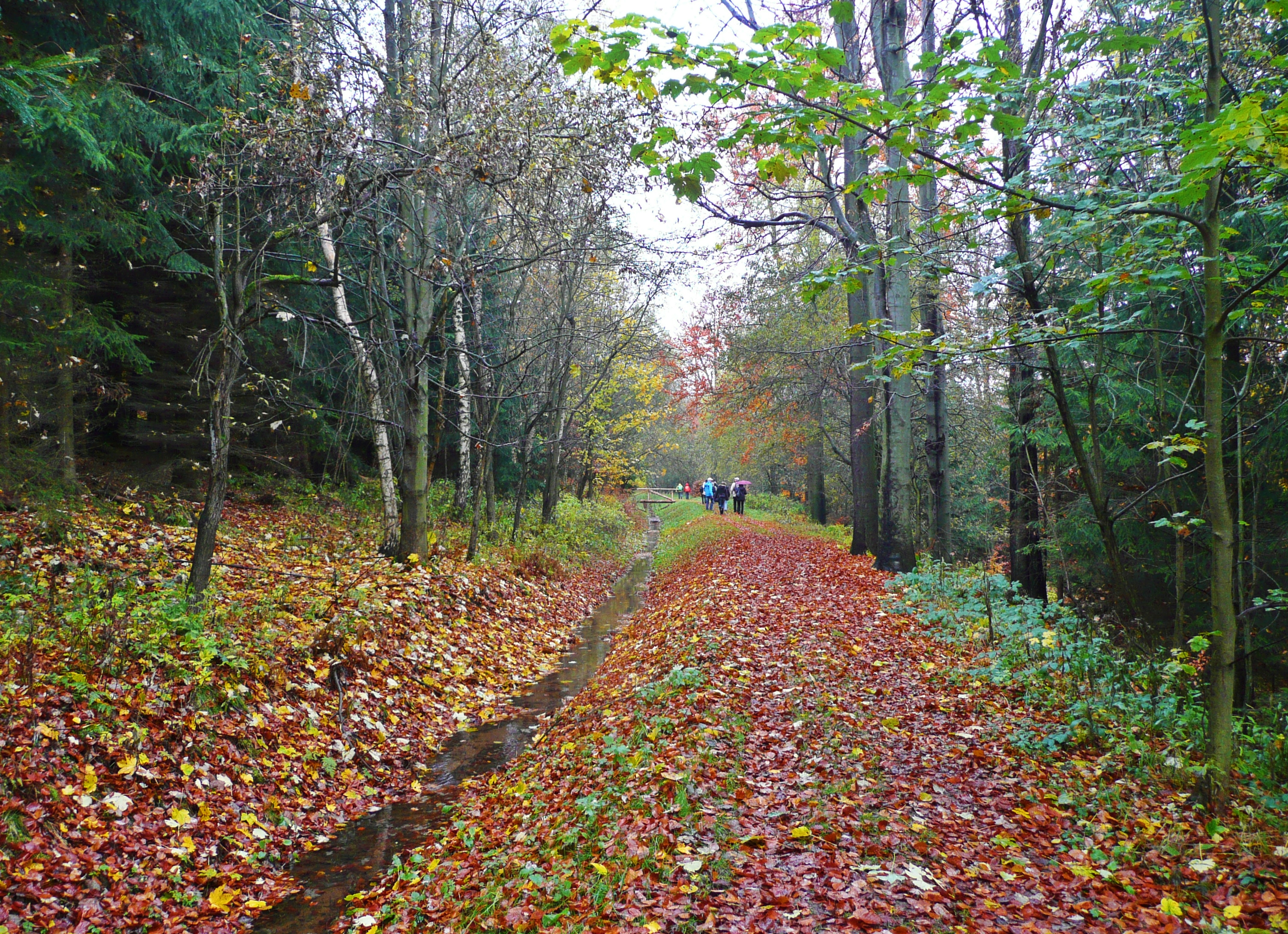
Der Aschergraben nahe Altenberg

- 47 – Quergraben: Der 3 km lange Quergraben wurde ebenfalls 1559/60 für die Wasserzufuhr der Galgenteiche (siehe Routenpunkt 45) angelegt.
- 48 – Walkteiche: Die auch „Filzteiche“ genannten Kunstteiche wurden wahrscheinlich bereits um 1450 angelegt. Ihr Wasser wurde als Aufschlagwasser zum Antrieb der Bergbauanlagen genutzt.
- 49 – Arno-Lippmann-Schacht: Der fortgeführte Abbau der Bruchmassen der Pinge (Routenpunkt 34) erweiterte und vertiefte diese zwangsläufig. Um die langfristige Abbauvorgabe von 1 Million t Roherz pro Jahr erreichen zu können, war das Abteufen eines neuen Förderschachtes in entsprechender Entfernung vom bruchgefährdeten Zwitterstock notwendig. Deshalb wurde ab 1952 ein neuer Zentralschacht unmittelbar an der B 170 niedergebracht. Dieser 296,7 m tiefe Schacht löste 1963 den Römerschacht (Routenpunkt 40) ab und wurde 1966 nach dem Zinnwalder Antifaschisten Arno Lippmann benannt. Der Lippmann-Schacht blieb bis zur Einstellung des Bergbaus 1991 in Betrieb. In dieser Zeit wurden aus ihm 19 Mio. t Roherz gefördert. Im Zuge der Sanierung der Altenberger Bergbauanlagen wurde der Schacht verwahrt, das Zentralgebäude mit dem 40 m hohen Fördergerüst wird heute als Teil des „Europaparks Altenberg“ gewerblich nachgenutzt.
- 50 – Schwarzer Teich: Der schwarze Teich wurde bereits ersten Periode des Altenberger Zinnbergbaus im 15. Jahrhundert angelegt. Er diente der Wasserversorgung der Erzwäschen.
- 51 – Aschergraben: Der zwischen 1452 und 1458 angelegte Kunstgraben gehört zu den technischen Meisterleistungen aus der Frühzeit des Altenberger Bergbaus. Der 7,4 km lange Graben führte mit einem Gefälle von bis zu 0,6 % Aufschlagwasser aus dem Kammgebiet westlich von Zinnwald bis zu den Altenberger Pochwerken und Schmelzhütten heran.
- 52 – Goethedenkmal: Zwischen dem 10. und 12. Juli 1813 unternahm Johann Wolfgang von Goethe einen Ausflug nach Zinnwald und Altenberg. Nachdem er die Zinnwalder Halden untersuchte, ging er am 11. Juli den Weg am Aschergraben entlang nach Altenberg. Goethe selbst schrieb darüber: Wir wanderten nun den Berggraben hin, welcher das Wasser dieser Höhen, wie es hier von den Pochwerken kommt, nach Altenberg leitet. Er zieht sich, wie gewöhnlich, an dem Bergrücken her und der Weg ist sehr angenehm, weil es immer durch Waldung geht.[1] Das Denkmal wurde 1913 zur Erinnerung des Goethe-Besuches am Aschergraben errichtet.
- 53 – Historische Bobbahn: Die 1907/08 unterhalb des Aschergrabens erbaute und 1910/12 auf bis zu 2.200 m verlängerte Natureisbobbahn wurde bis 1930 für Wettkämpfe genutzt.

### Zinnwald-Georgenfeld
Bergbauaktivitäten lassen sich auf dem Kamm des Osterzgebirges bis in das Jahr 1378 urkundlich zurückverfolgen. Es waren Graupener Bergleute, die die hier lagernden Zinnvorkommen entdeckten und bebauten. Sie gaben auch dem gesamten Gebirgsareal, welches sich nordwestlich von Graupen bis Moldau (Moldava) erstreckte, den Namen Cynwald. Später ging dieser Name auf die unmittelbar benachbarten Bergbauorte Sächsisch-Zinnwald (heute Zinnwald-Georgenfeld) und Böhmisch Zinnwald (heute Cínovec) über. An diesen beiden Standorten wurde der Bergbau im sächsischen Teil 1945/46 und im böhmischen Teil 1990 endgültig eingestellt. Die Abbaudimension des benachbarten Altenberg konnte der Zinnwalder Bergbau wegen der geringeren Erzvorkommen und der politischen Teilung der Lagerstätte nie erreichen.

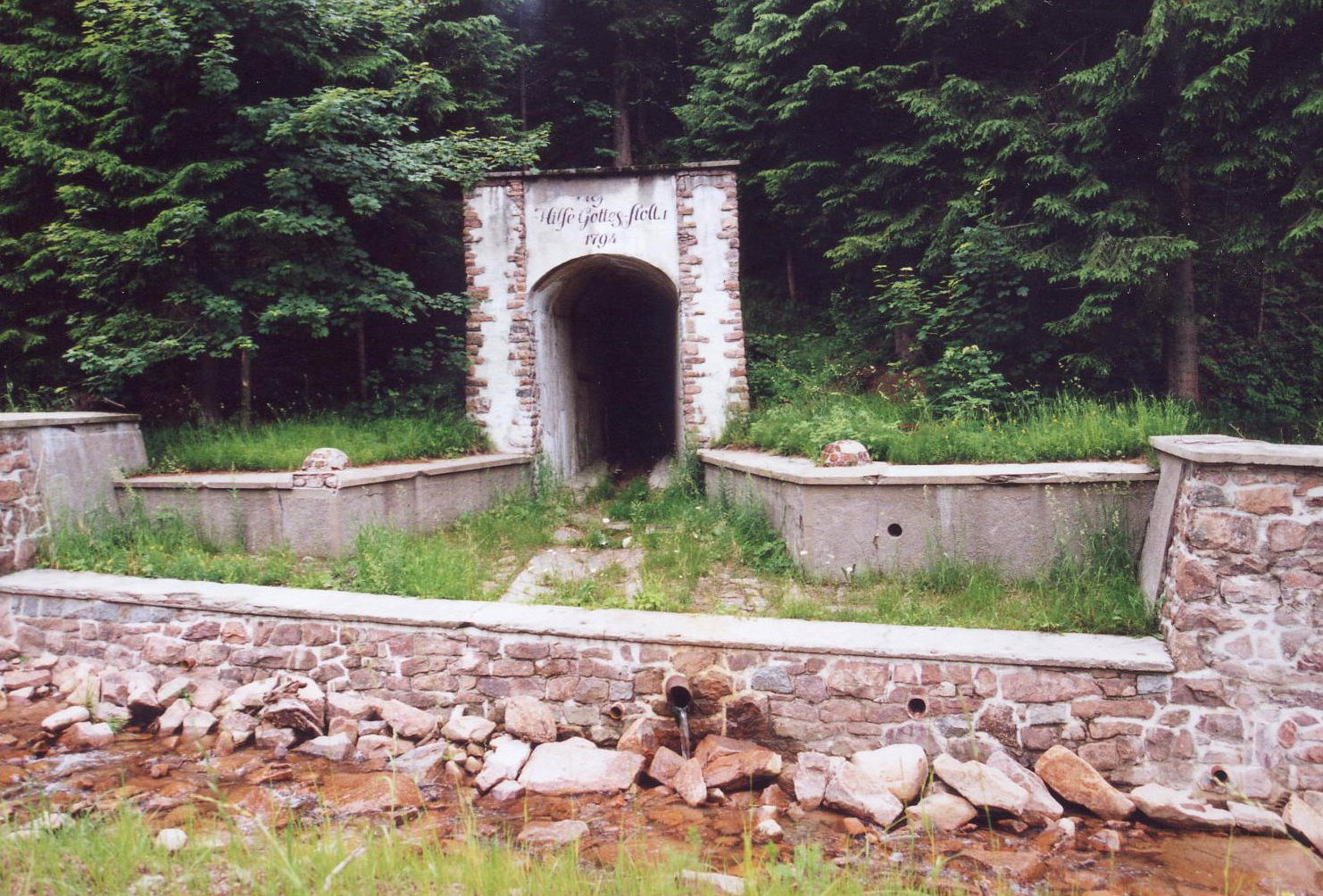
Mundloch des „Tiefer-Hilfe-Gottes-Stollens“
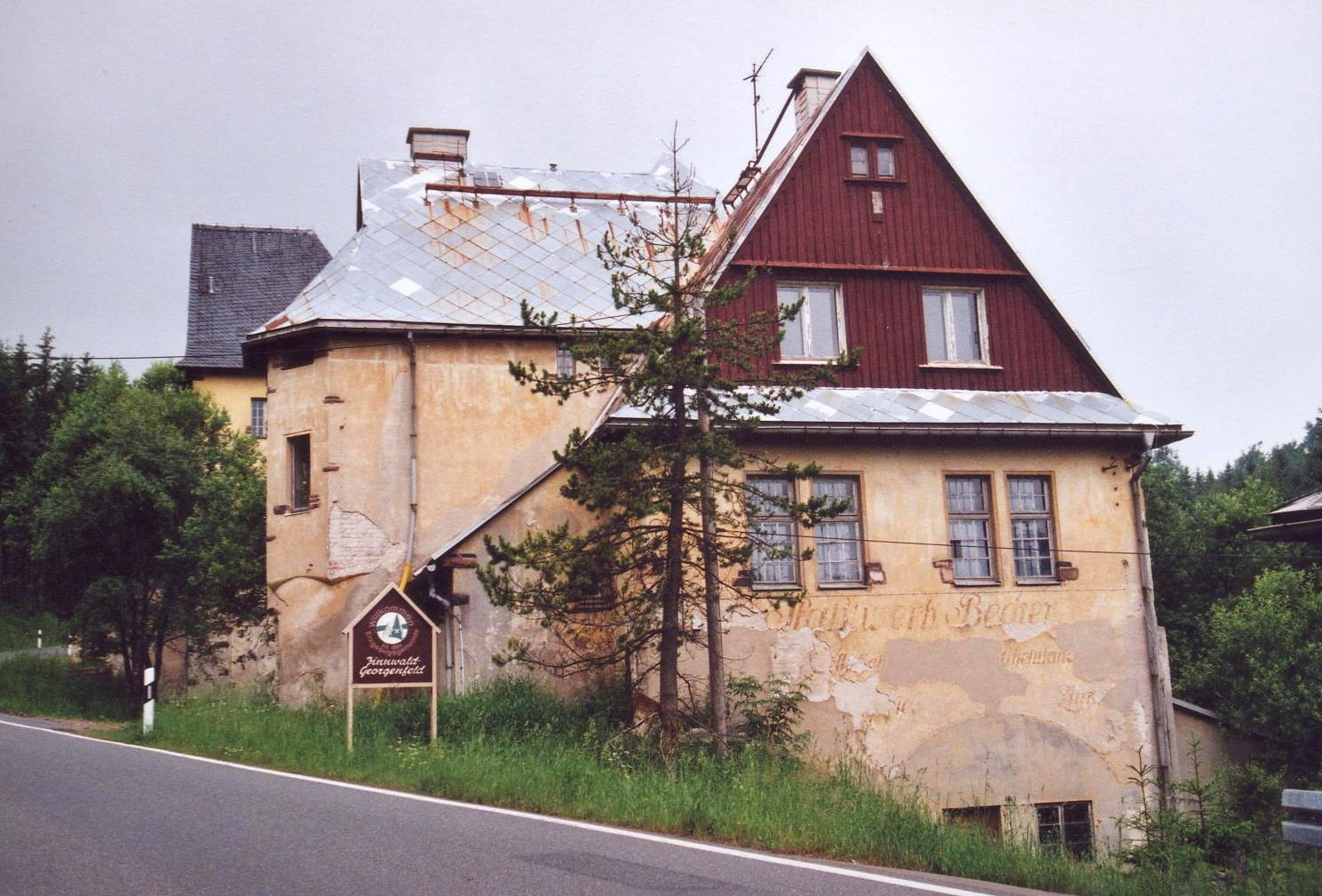
Reste der Aufbereitungsanlagen der „Stahlwerke Becker AG“
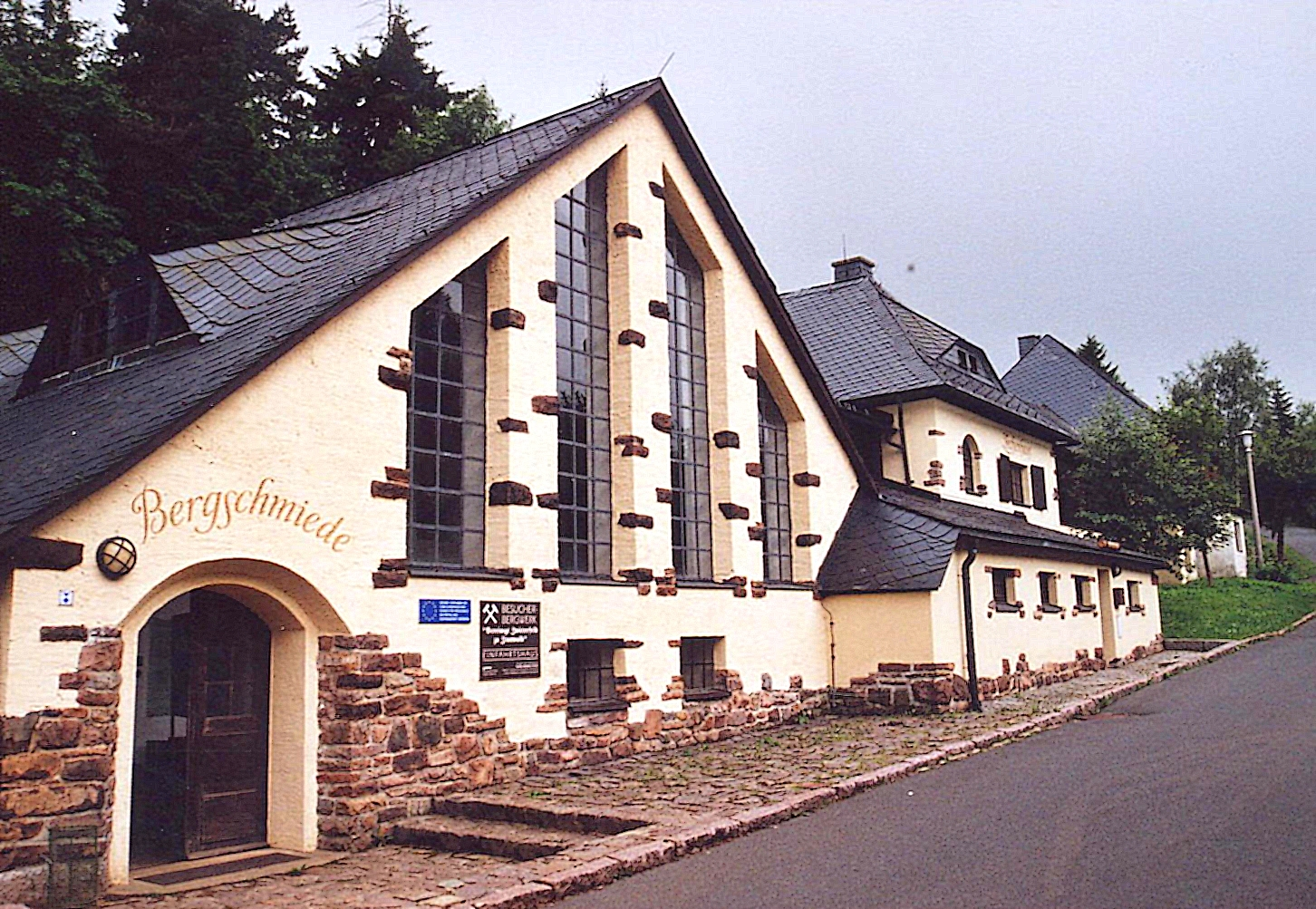
Besucherbergwerk Zinnwald
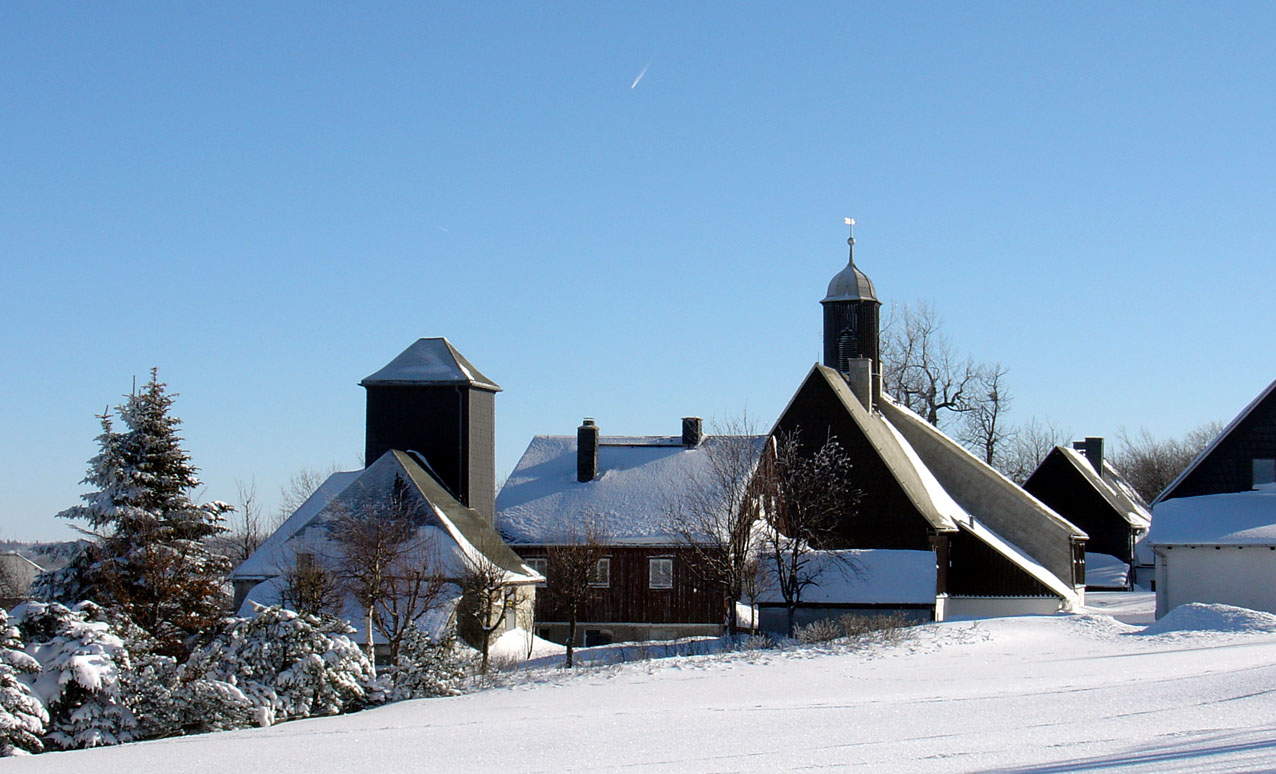
Ehemaliges Museum Huthaus

- 54 – Die Sandhalden entstanden ab 1917 als Hangschüttungen von Reststoffen aus dem Erzabbau.
- 55 – Der Tiefer-Hilfe-Gottes-Stollen wurde 1801–1868 vorangetrieben. Als tiefster Stollen des Reviers entwässerte er die unterhalb des „Tiefen-Bünau-Stollens“ (Routenpunkt 57) gelegenen Gruben.
- 56 – Die Stahlwerk Becker AG aus Willich übernahmen 1915 die Förder- und Aufbereitungsanlagen und führten umfangreiche Erweiterungsarbeiten durch. Die Aufbereitung wurde mechanisiert und die umfassende Nutzung der Elektroenergie eingeführt. Entlang der Straße nach Geising sind noch einige (ungenutzte) Gebäude der ehemaligen Aufbereitung erhalten.
- 57 – Das Besucherbergwerk Zinnwald entstand aus dem um 1550 aufgefahrenen „Tiefen Bünau Stollen“. Der nach den Grundherren von Bünau benannte Stollen diente der Entwässerung und wurde als Fahr- und Förderweg genutzt. 1992 wurde hier ein räumlich ausgedehntes Besucherbergwerk eröffnet. Ein knapp drei Kilometer langer Rundweg erschließt die durch das Feuersetzen im Zinnbergbau entstandenen Weitungen, die zu den größten zugänglichen ihrer Art im ganzen Erzgebirge zählen.
- 58 – Die Pels-Wäsche und Sandhalden entstanden durch die Bergbauaktivitäten der Metallhändler Siegfried und Albert Pels aus Hamburg. Diese gründeten 1904 in der Gnade Gottes Fundgrube einen neuen Aufschluss. Neben dem Abteufen des Rosa-Pels-Schachtes und der Erweiterung des Josef-Stollens wurde eine neue Erzaufbereitung in damals moderner Ausführung errichtet.
- 59 – Gasthof Sächsischer Reiter: Der 1697 in zentraler Ortslage erbaute Gasthof war die bekannteste Einkehr in Zinnwald. Berühmtester Gast war Goethe, der hier bei der Besichtigung der Zinngruben von Altenberg und Zinnwald vom 10. – 12. Juli 1813 übernachtete. An seinen Aufenthalt erinnert eine Gedenkplatte am Haus. Der Gasthof steht seit 1990 leer und verfällt zunehmend.
- 60 – Haspelkaue auf dem Commun-Schacht: Am Zugangsweg zum Museum „Huthaus“ (Routenpunkt 61) befindet sich der im Mittelalter abgeteufte Commun-Schacht, der mit einer Tiefe von 29,7 m bis auf den „Oberen-Bünau-Stollen“, einem Erbstolln aus dem 16. Jahrhundert, hinabreicht. Über dem Schacht wurde 1985 der Nachbau einer Kaue mit Handhaspel errichtet. Derartige Schachtkauen nutzte der Zinnwalder Bergbau bis 1922.
- 61 – ehemaliges Museum Huthaus: Das Heimat- und Bergbaumuseum befand sich in einem 1756 als Schmiede errichteten Gebäude, welches seit 1842 von der Vereinigt Zwitterfeld Fundgrube als Huthaus genutzt wurde. Nach dem Zusammenschluss der Zinnwalder Zechen gelangte das Gebäude 1853 in den Besitz der Gewerkschaft Vereinigt Zwitterfeld und Erbstolln, die es zum zentralen Verwaltungsgebäude umbaute und nach einer nahen Grube Reicher Trost benannte. Das Gebäude steht bereits seit 1913 unter Denkmalschutz. 1983 wurde hier das Heimatmuseum des Ortes eingerichtet. Die Ausstellung informierte vor allem über die Entwicklung des Zinnbergbaus und den Alltag der Bergleute. Das Museum wurde 2010 wegen zu geringer Besucherzahlen geschlossen.
- 62 – Evangelische Kirche: Die im 17. und 18. Jahrhundert aus Glaubensgründen aus dem böhmischen Teil von Zinnwald geflohenen protestantischen Exulanten verfügten in Zinnwald selbst über kein Gotteshaus. Die evangelische Gemeinde Zinnwald-Georgenfelds gehörte bis zum Beginn des 20. Jahrhunderts zur Geisinger Kirchgemeinde. Erst 1908/09 wurde in Zinnwald selbst eine Kirche als Pendant zur katholischen Kirche in Böhmisch-Zinnwald erbaut. Drei Jahre später erlangte die Pfarrgemeinde ihre Eigenständigkeit von Geising. Der Baustil der Kirche passt sich mit seinen Mauern, dem massiven Turm und den weit heruntergezogenem Dach dem rauen Klima auf dem Erzgebirgskamm an.
- 63 – Grenzstein von 1673: Vor dem Museum Huthaus (Routenpunkt 61) befindet sich das Original eines Grenzsteines, der den Punkt des Zusammentreffens der Herrschaftsbereiche der von Bünaus auf Lauenstein (bünauisches Wappen mit den Leopardenköpfen), von Sternbergs in Graupen (Krupka) (Wappen mit dem goldenen Stern) und des kurfürstlichen Amtes in Altenberg (sächsisches Wappen mit Kurschwertern) markiert (Dreiherrenstein). Die Zinnwalder Lagerstätte erstreckte sich über diese drei Herrschaftsbereiche, wobei etwa zwei Drittel auf den böhmischen Anteil entfielen. Die Aufstellung des Grenzsteines erfolgte im Zusammenhang mit Vermessungen für die Errichtung der Exulantensiedlung Georgenfeld (Routenpunkt 64). Die „Aufteilung“ der Zinnwalder Lagerstätte auf mehrere Herrschaftsbereiche verhinderte eine großtechnische Förderung und war ein wesentlicher Grund, warum der Abbau in Zinnwald nie an die Größenordnungen der Förderung im benachbarten Altenberg heranreichte.
- 64 – Die Errichtung der Exulantensiedlung Georgenfeld wurde 1671 auf Ansuchen des Amtes Altenberg von Kurfürst Johann Georg II. von Sachsen bewilligt. Damit konnten sich protestantische Exulanten aus den benachbarten böhmischen Teilen von Zinnwald auf dem St. Georgenfelde entlang der Grenze ansiedeln. Ein Großteil der Glaubensflüchtlinge arbeitete übrigens weiterhin in den böhmischen Gruben.

### Böhmisch – Zinnwald
- 65 – Der Militärschacht entstand 1915 durch die Erweiterung des „Köppenschachtes“ („Köpfenschachtes“) mit dem Ziel der Modernisierung und Zentralisation der Grubenanlagen von Böhmisch-Zinnwald. Nachdem der Abbau 1990 eingestellt worden war, erfolgte 2011 der Abbruch der Tagesanlagen.
- 66 – Die Katholische Kirche wurde im Oktober 1728 im Zuge der Gegenreformation als eigenständige Pfarrei gegründet.
- 67 – Der Lange Teich wurde 1787 als Wasserspeicher für die böhmische Erzaufbereitung künstlich angelegt.
- 68 – Auf dem Zinnwalder Berg (880 Meter über NN), auch „totes Kind“ genannt, wurde ein totes Mädchen gefunden, daher trug die Gegend früher die Bezeichnung „Am toten Kind“.

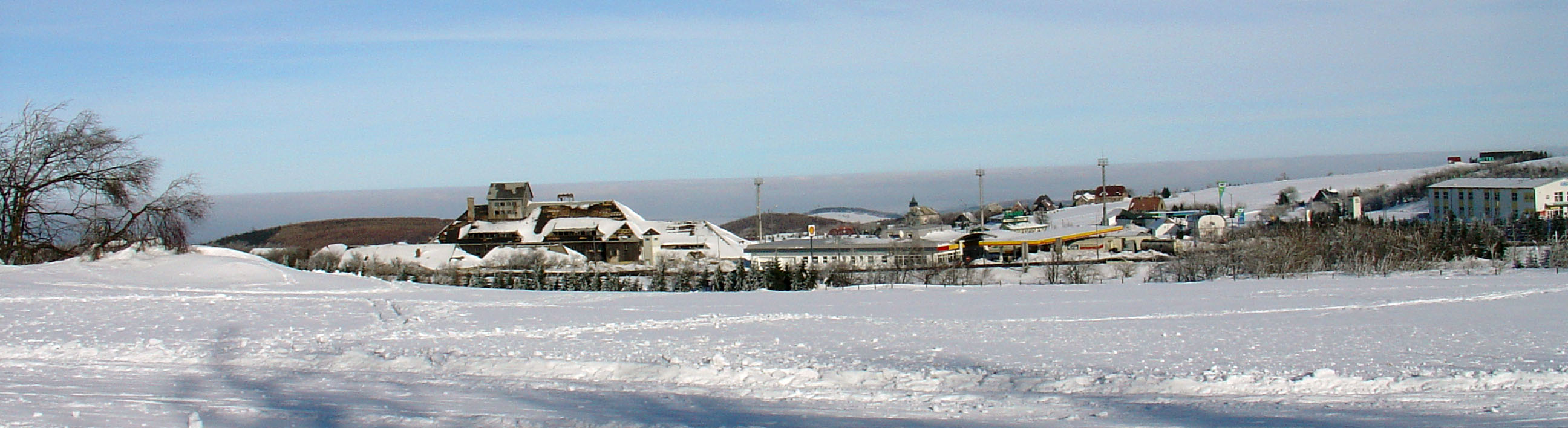
Die mittlerweile abgerissenen Tagesanlagen am "Militärschacht"
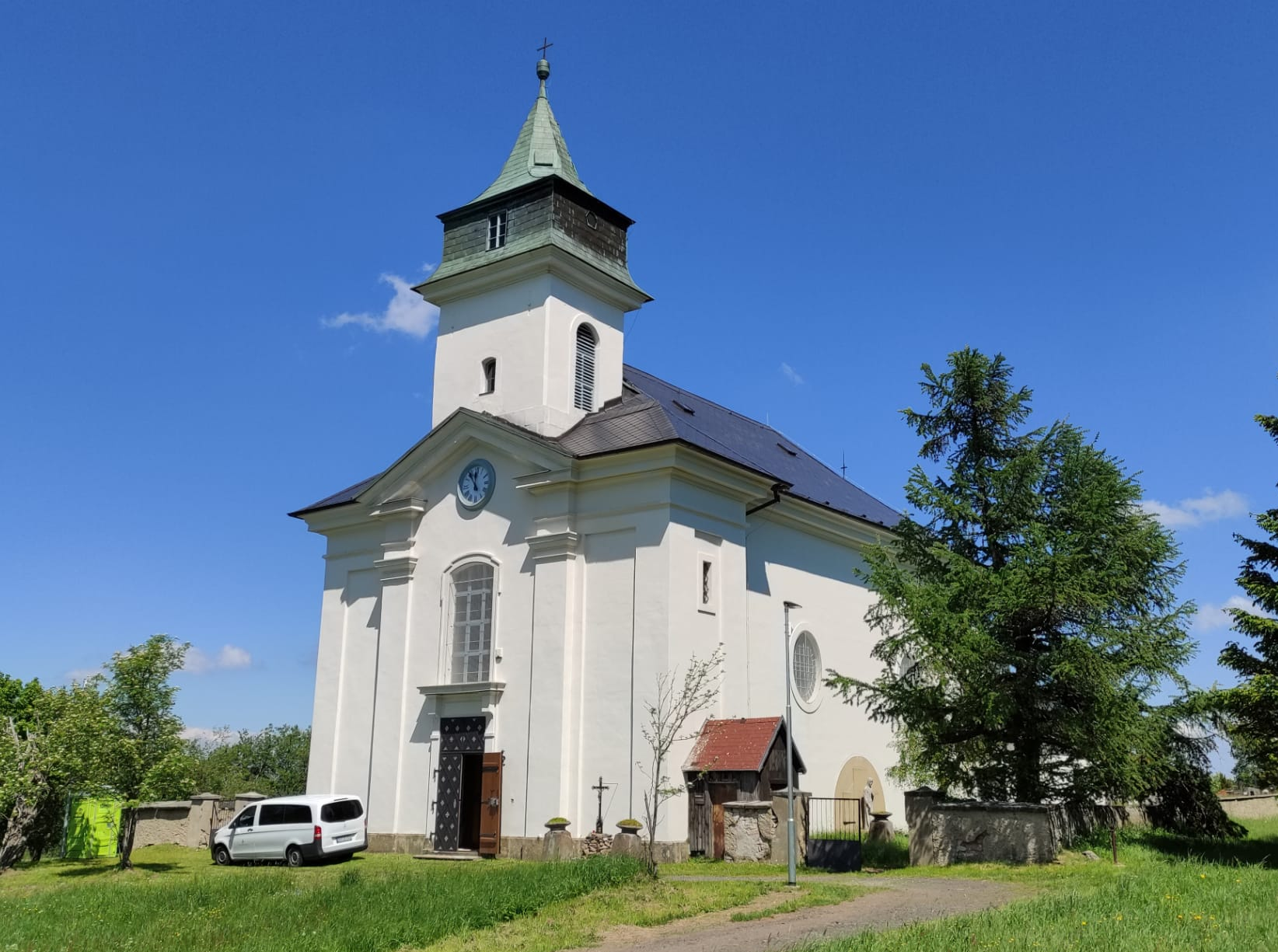
Katholische Kirche Mariä Himmelfahrt
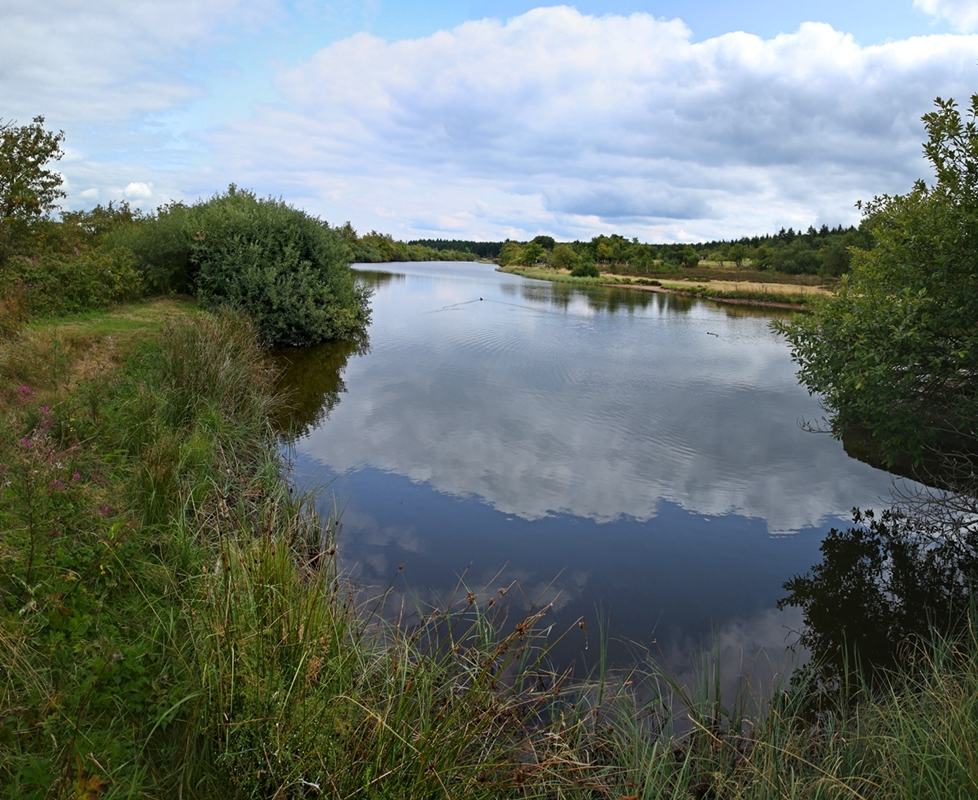
Blick auf den Langen Teich

### Vorderzinnwald (Prední Cínovec)
- 69 – Vorder-Zinnwald wurde im 15./16. Jahrhundert von Graupen aus gegründet.
- 70 – Das Raubschloss (757 m ü. NHN) befindet sich auf einer bewaldeten Hangkuppe der Südwestflanke des Lysá hora (Kahler Berg) am Südhang des Erzgebirgskammes. Begrenzt wird die Kuppe von einem Graben, archäologische Grabungen fanden an dieser Stelle bereits 1904 statt. Grabungen von 1976 brachten weitere Fundstücke, wie Keramikscherben, eiserne Gegenstände (Nägel, Hufeisen, Keile und Pfeile) sowie eine aus rotem Sandstein hergestellte Gussform für Zinnstäbe zu Tage. Diese Keramikfunde weisen auf eine Besiedlungszeit von der 2. Hälfte des 14. Jahrhunderts bis in Anfang des 15. Jahrhunderts hin.

## Förderung
Das Projekt wurde gefördert durch:
- EU-Gemeinschaftsinitiative Interreg III A
- Euroregion Elbe/Labe
- Ostsächsische Sparkasse Dresden

Zudem wurden bereits in den Jahren 1997–2000 etwa 1,6 Millionen € im Rahmen der EU-Programme Interreg II und PHARE/CBC in den Erhalt und die Erweiterung bergbaulicher Sachzeugen im oberen Osterzgebirge investiert.